# Soepschildpad
De soepschildpad of groene zeeschildpad (Chelonia mydas) is een schildpad die behoort tot de familie zeeschildpadden (Cheloniidae). De soepschildpad is van de zeven soorten uit deze familie de grootste. De soort heeft heeft tevens het grootste verspreidingsgebied: de soepschildpad komt in tropische en gematigde wateren overal voor.
De soepschildpad heeft een schildlengte van bijna een meter. Het dier is van andere soorten te onderscheiden door de verschillen in de schubben op de kop en de structuur van de hoornschilden op het rugschild. Jonge soepschildpadden leven voornamelijk van dierlijk materiaal. Behalve met planten, voeden zij zich ook met kleine vissen, kreeftachtigen als kleine kreeftjes en garnalen, en kwallen. Naarmate de zeeschildpadjes groter worden, veranderen ze steeds meer in pure planteneters. Volwassen exemplaren zijn herbivoor en eten vooral zeegras (Zostera) en verschillende algen.
De soepschildpad dankt zijn naam aan het feit dat het dier voor consumptie werd gevangen. Dat heeft in het verleden op grote schaal plaatsgevonden. Tegenwoordig is de schildpad vrij zeldzaam en door internationale verdragen beschermd. Menselijke activiteiten zoals het illegaal rapen van de eieren alsook het onbedoeld doden van de schildpad als bijvangst in de visserij drukken tegenwoordig nog steeds zwaar op de populaties.

## Naamgeving en taxonomie
De Nederlandse naam soepschildpad slaat op het gebruik van het vlees voor consumptie door de mens. Ook de naam groene zeeschildpad slaat op het vlees dat een groene kleur heeft als gevolg van het eten van planten en algen. De wetenschappelijke naam Chelonia mydas betekent letterlijk natte schildpad; de geslachtsnaam Chelonia is afgeleid van Oudgrieks χελώνη (chelōnē), 'schildpad' en de soortnaam mydas van Oudgrieks μύδος (mudos), 'nattigheid'.
De soepschildpad behoort tot de zeeschildpadden (Cheloniidae), een familie van schildpadden die uitsluitend in zee leven. De soepschildpad behoort tot de onderorde Cryptodira of halsbergers, een groep van schildpadden waarvan de soorten de kop en poten kunnen terugtrekken in het schild. De zeeschildpadden vormen hierop echter een uitzondering omdat ze dit vermogen door de permanent in zee zwemmende levenswijze hebben verloren. De enige andere schildpad die in zee leeft en niet tot de familie zeeschildpadden behoort, is de lederschildpad (Dermochelys coriacea). Dit komt doordat deze soort afstamt van een vroege afsplitsing van de schildpadden. De soepschildpad is het nauwst verwant aan de platrugzeeschildpad (Natator depressus) en minder aan de overige vier soorten die zich als aparte groep hebben geévalueerd.
De soepschildpad werd voor het eerst in 1758 door Carl Linnaeus beschreven als Testudo mydas. Tegenwoordig behoort het geslacht Testudo tot de landschildpadden (Testudinidae). Door de jaren heen werd de soort onder andere beschreven als Mydas viridis en Euchelus macropus en werd onder de geslachten Natator en Euchelus gebracht. Schweigger was de eerste die het geslacht Chelonia beschreef, dat tegenwoordig monotypisch is, alleen de soepschildpad behoort tot Chelonia.
Onderstaand een lijst van een aantal synoniemen van de soepschildpad:
- Testudo mydas (Linnaeus, 1758)
- Testudo macropus (Walbaum, 1782)

Met de hand ingekleurde Litho van Heinrich Rudolf Schinz uit 1833 waarbij de wetenschappelijke naam Caretta esculenta werd gebruikt.

- Testudo marina vulgaris (Lacépède, 1788)
- Testudo cepediana (Daudin, 1802)
- Chelonia mydas (Schweigger, 1812)
- Caretta cepedii (Merrem, 1820)
- Caretta esculenta(Merrem, 1820)
- Chelonia lachrymata (Cuvier, 1829)
- Chelonia Midas (Duméril & Bibron, 1835)
- Euchelus macropus (Girard, 1858)
- Chelonia midas (Bocage, 1866)
- Mydas viridis (Gray, 1870)
- Chelone mydas (Boulenger, 1889)
- Natator tessellatus (McCulloch, 1908)

### Ondersoorten
Er werden tot recentelijk drie ondersoorten onderscheiden maar deze worden niet meer erkend. De voormalige ondersoort Chelonia mydas agassizi werd soms wel beschreven als een aparte soort. Fritz et al. (2007) erkent deze soort echter niet en ook de voormalige ondersoort Chelonia mydas japonica wordt niet vermeld. De taxonomische status van een vierde ondersoort, Chelonia mydas carrinegra, was lange tijd onzeker.
Voor de volledigheid onderstaand een lijst van de voormalige ondersoorten:
- Chelonia mydas mydas Linnaeus, 1758. Deze ondersoort staat wel bekend als de Atlantische soepschildpad en wordt gemiddeld iets groter. De ondersoort komt voor in de Atlantische Oceaan.
- Chelonia mydas agassizi Bocourt, 1868. Ook wel de Pacifische soepschildpad, komt voor in het oostelijke deel van de Grote Oceaan, Hawaï, Galapagoseilanden, Papoea-Nieuw-Guinea.
- Chelonia mydas japonica Thunberg 1787). Westelijke deel van de Grote Oceaan en Indische Oceaan.

## Veldkenmerken

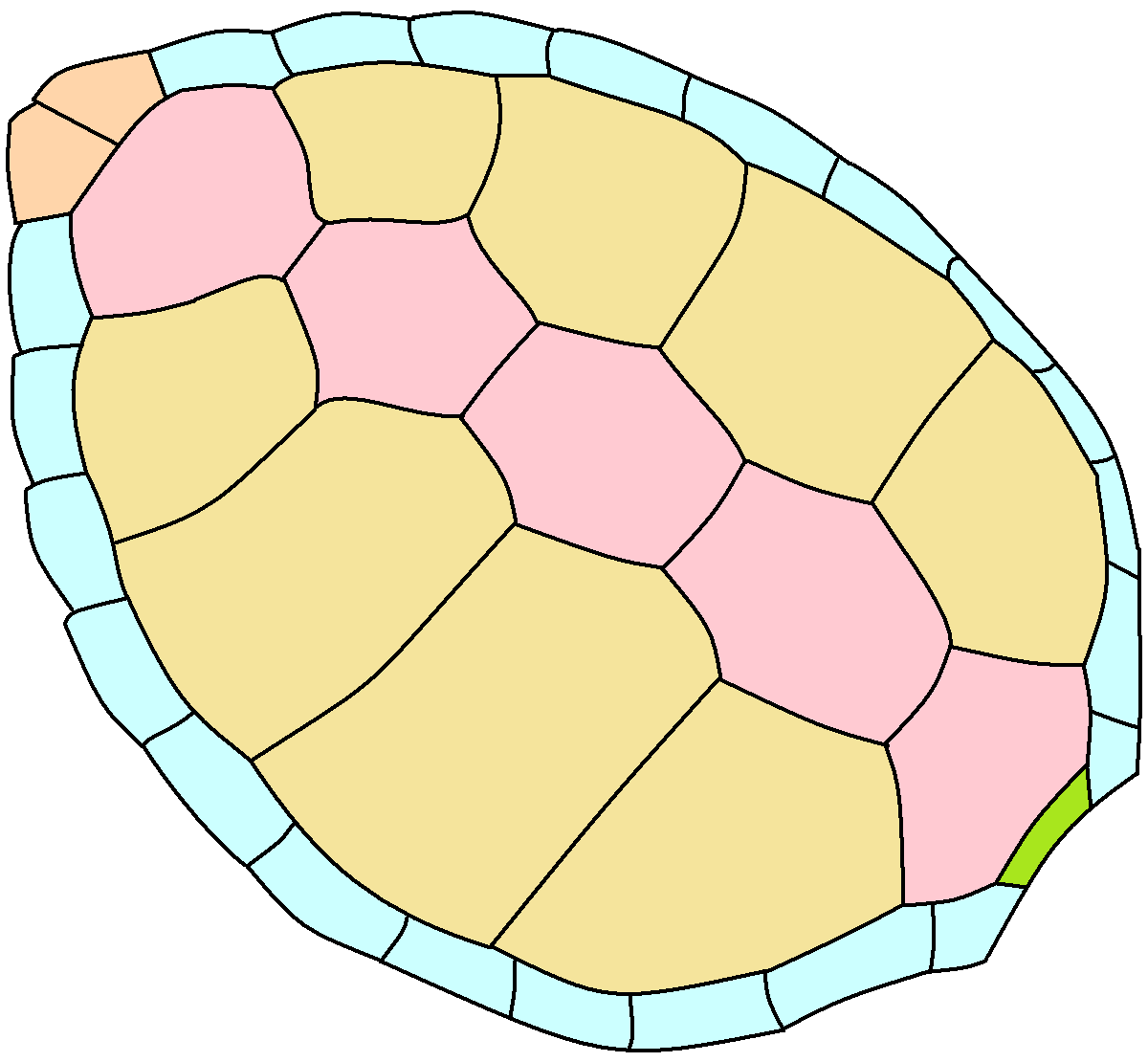
De hoornschilden van het rugschild:
Nuchaalschild (nekschilden)
Ventraalschild (wervelschilden)
Costaalschild (ribschilden)
Marginaal (randschilden)
Pygaal (staartschild)

Het schild van de soepschildpad kan een lengte bereiken van 90 tot 100 centimeter. Het gewicht van dergelijke exemplaren bedraagt meestal niet meer dan 160 kilo. Het grootst bekende exemplaar werd met een schildlengte van 153 centimeter aanzienlijk langer, hetgeen een zeldzame uitschieter is.
Het schild is laag en breed en enigszins hartvormig, het schild wordt langwerpiger van vorm bij oudere dieren. Het schild heeft een duidelijke lengtekiel op het midden, getande of gezaagde hoornschilden ontbreken. Jonge dieren hebben een bulterig schild, dit trekt bij naarmate het dier ouder wordt. Heel oude exemplaren hebben een vrijwel glad schildoppervlak. De kleur van het schild is variabel, meestal bruin tot groen of met lichtere, straalsgewijze tot golvende strepen die geel, wit of rood kunnen zijn. Begroeiing door algen en andere organismen kan de werkelijke kleur maskeren. Het buikschild is wit tot witgeel van kleur. Pasgeboren juvenielen zijn glanzend zwart aan de bovenzijde en helder wit aan de onderzijde.
Het rugschild is voorzien van stevige hoornschilden. Het aantal en de positie van de hoornschilden verschilt per soort en hieraan kunnen de verschillende zeeschildpadden worden onderscheiden. De soepschildpad heeft net als de karetschildpad en de platrugzeeschildpad altijd vijf vertebrale, tot de wervels behorende schilden op het midden van het schild met aan weerszijden vier costale (ook wel laterale) schilden. De onechte karetschildpad heeft steeds vijf costale schilden, net als de warana. Kemps zeeschildpad heeft vijf of meer costale schilden.
De voorpoten zijn net als bij alle zeeschildpadden omgevormd tot krachtige flippers waarmee roeiende bewegingen worden gemaakt tijdens het zwemmen. De achterpoten zijn kort maar relatief breed en dienen als roer. Ze worden door het vrouwtje ook gebruikt bij het uitgraven en weer dichtgooien van het nest. De huid van de kop en de poten is variabel van kleur, van groen tot geelachtig of bruin. De schubben zijn vaak heel donker gekleurd tot zwart. Door de lichtere huid ertussen ontstaat een nettekening op de kop en poten. Op iedere voorpoot is een duidelijk zichtbaar, kegelvormig uitsteeksel aanwezig dat wit van kleur is en bekendstaat als het klauwrestant. Het is een overblijfsel van de 'vingers' van de schildpad; zowel de vingers als de tenen zijn bij alle zeeschildpadden verdwenen. Het klauwrestant is gepositioneerd op ongeveer twee derde vanaf de basis van de voorpoot, aan de voorzijde. De soepschildpad is van de karetschildpad te onderscheiden doordat de laatste soort telkens twee van deze klauwresten heeft, de tweede zit meer naar het uiteinde. De onechte karetschildpad heeft soms één en soms twee klauwresten en is hieraan dus niet altijd te onderscheiden.

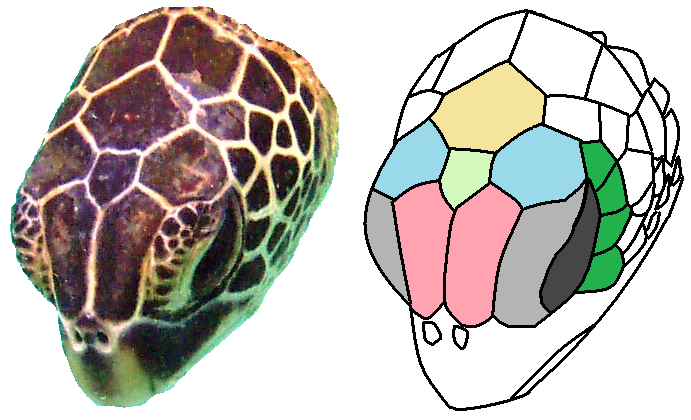
Kopschubben van de soepschildpad:
Frontoparietaal (achter de voorzijde)
Frontaal (aan de voorzijde)
Supraoculair (boven het oog)
Prefrontaal (voor de bovenzijde)
Postoculair (achter het oog)
Supra-oculair (boven het oog)

In vergelijking met andere zeeschildpadden zijn de schubben op de kop kenmerkend voor de soepschildpad. De soepschildpad heeft één paar schubben tussen de ogen, die de prefrontale schubben worden genoemd. De karetschildpad, de onechte karetschildpad, de warana en Kemps zeeschildpad hebben hier twee paar schubben waarbij er bij de onechte karetschildpad een vijfde schub in het midden van de vier schubben aanwezig is, de interprefrontale schub.
De ogen zijn relatief groot en hebben een ronde pupil. Ze kunnen volledig worden gesloten door de beweegbare onderste en bovenste oogleden die geelachtig van kleur zijn. De lens of aquula is aangepast op het zien onder water. De soepschildpad heeft net als alle zeeschildpadden zoutklieren. Dit zijn gespecialiseerde en sterk aangepaste traanklieren die het bij het voedsel ingeslikte zout uitscheiden. De zoutklieren zijn een van de grootste constructies in de schedel en zijn groter dan de hersenen. De zoutklieren lopen inwendig over het oog. Het uitgescheiden zout is bij zich in het water bevindende dieren niet te zien maar de eierleggende vrouwtjes lijken door de constante afscheiding te 'huilen'. Ook de juvenielen hebben direct functionerende zoutklieren, die relatief veel groter zijn dan die van volwassen exemplaren. De zoutklieren zijn belangrijk omdat ze de taak van de nieren gedeeltelijk overnemen; de schildpad krijgt zoveel zout binnen dat de nieren het afvoeren ervan niet aankunnen.
De soepschildpad heeft als een van de weinige zeeschildpadden geen uit-stekende, snavelachtige punt aan het einde van de bek. De onder- en bovenzijde van de bek, die ook wel tomium wordt genoemd, sluiten goed op elkaar aan. De rand van de bek is tandachtig gezaagd, wat een aanpassing is op het eten van planten, zie ook onder het kopje voedsel.
De schildpad heeft een slakkenhuis, een stijgbeugel en een trommelvlies, maar omdat deze laatste verborgen zit achter de tympale schub heeft de soepschildpad geen best gehoor. Het oor van de schildpad is het meest gevoelig voor geluiden met een frequentie tussen 300 en 400 hertz, maar geluiden met een frequentie tot 2000 hertz kunnen worden waargenomen.
Mannetjes zijn van de vrouwtjes te onderscheiden aan hun grootte; mannetjes worden gemiddeld langer en hebben een relatief smaller rugschild. Het schild loopt bij de mannetjes taps toe aan de achterzijde in vergelijking met de vrouwtjes. De staart is bij vrouwtjes relatief kort en komt niet ver voorbij de rand van het rugschild, de staart van de mannetjes is veel langer en beweeglijk in zijwaartse positie. Aan het einde van de staart is een verhoornd, nagelachtig uitsteeksel aanwezig dat bij de vrouwtjes ontbreekt en gebruikt wordt om het vrouwtje tijdens de paring vast te houden. Ten slotte hebben de mannetjes een groter en naar achter gekromd klauwrestant aan de voorpoot, wat eveneens dient om het vrouwtje beter te ankeren tijdens de paring.

### Onderscheid met andere soorten
De soepschildpad is gemakkelijk te verwarren met verschillende andere soorten, zie ook zeeschildpadden. De belangrijkste onderscheidende kenmerken met de zes andere in zee levende schildpadden zijn:
- Lederschildpad (Dermochelys coriacea): wordt veel groter en mist hoornschilden op het schild. Het schild heeft zeven kielen waarvan er vijf duidelijk zichtbaar zijn. Niet te verwarren.
- Onechte karetschildpad (Caretta caretta): Eén of twee klauwrestanten, altijd twee paar schubben tussen de ogen, de soepschildpad heeft één paar.
- Karetschildpad (Eretmochelys imbricata): Blijft kleiner tot 90 centimeter, heeft duidelijk overlappende rugschilden. Duidelijk snavelachtig uitsteeksel aan de voorzijde van de bek. Heeft twee paar schubben tussen de ogen, de soepschildpad heeft één paar.
- Kemps zeeschildpad (Lepidochelys kempii): blijft met maximaal 70 centimeter kleiner, afgeronde bek
- Warana (Lepidochelys olivacea): blijft met maximaal 70 centimeter kleiner, afgeronde bek
- Platrugzeeschildpad (Natator depressus): heeft een relatief plat rugschild.

## Levenswijze

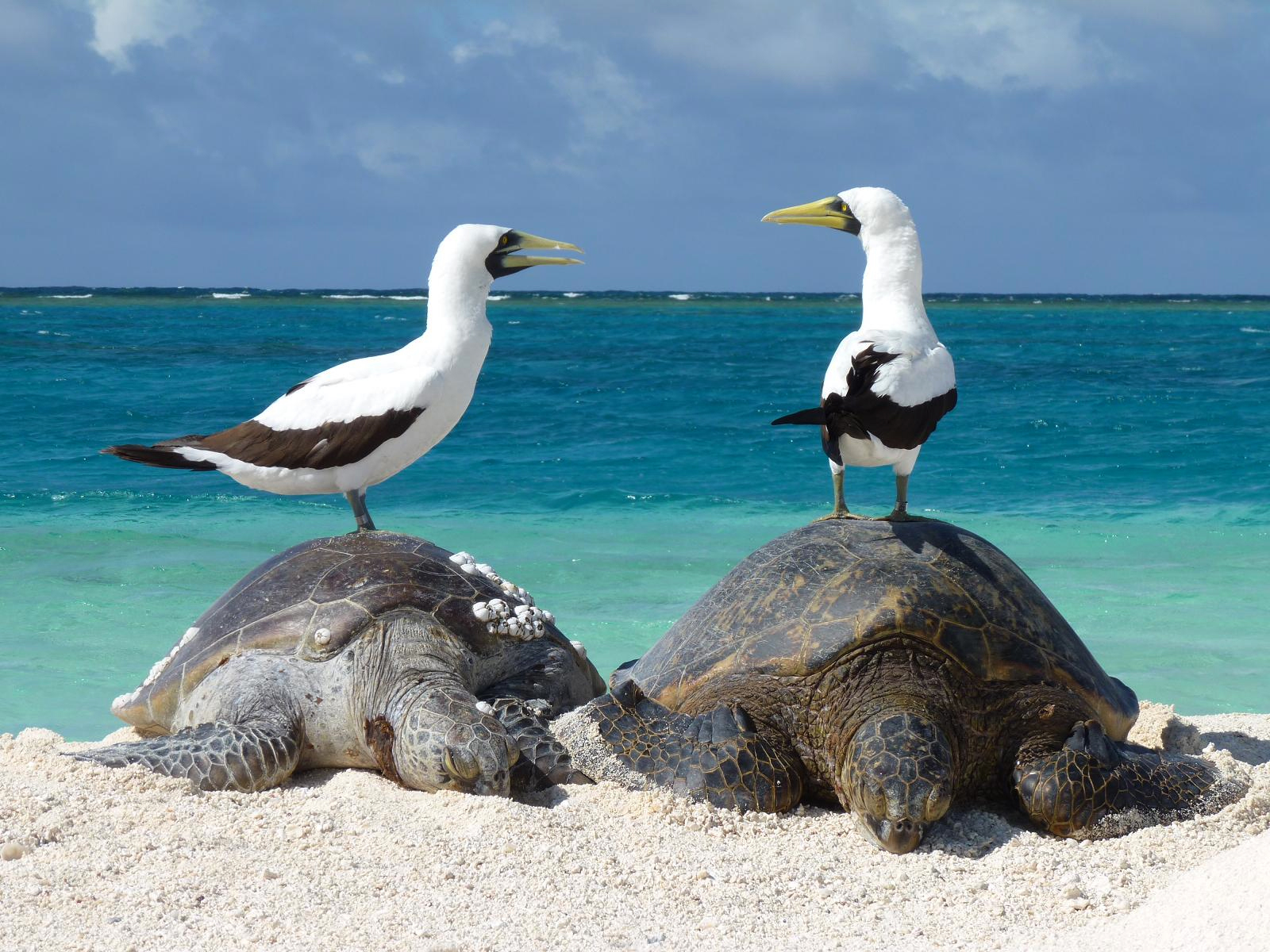
De soepschildpad is de enige zeeschildpad waarvan bekend is dat weleens een zonnebad wordt genomen. Afgebeeld zijn twee exemplaren uit Papahānaumokuākea, Hawaï, samen met twee maskergenten.

De levenswijze van de soepschildpad is goed onderzocht, het is een van de langst bestudeerde schildpadden en veel van wat we weten over de zeeschildpadden is uit waarnemingen van de soepschildpad bekend zoals het feit dat grote afstanden worden afgelegd.
De soepschildpad is overdag actief maar tijdens het zwemmen moet de schildpad vlak onder het wateroppervlak blijven omdat iedere paar minuten adem gehaald moet worden. Als de schildpad rust gebeurt dit vaak onder water zoals in rotsspleten en in grote holen. Soms wordt 's nachts het land wel betreden om te slapen. De soepschildpad kan de adem ongeveer 2,5 uur inhouden om te slapen. De soepschildpad is actief bij een watertemperatuur tot 8 graden Celsius. Bij een lagere temperatuur wordt de schildpad inactief en drijft tegen het wateroppervlak.
De soepschildpad is de enige zeeschildpad waarvan bekend is dat weleens een zonnebad wordt genomen, de schildpad hijst zich overdag op het strand om te zonnen. Bij andere in zee levende soorten is dit gedrag niet waargenomen en komen voor zover bekend alleen de vrouwtjes om de twee tot vier jaar aan land en alleen om de eieren af te zetten wat meestal 's nachts gebeurt. Vermoed wordt dat het nemen van een zonnebad te maken heeft met de aanmaak van vitamine D, nodig voor de vorming van botten. Een andere theorie is dat de schildpad zo uit het bereik blijft van de tijgerhaai Galeocerdo cuvier, een van de belangrijkste natuurlijke vijanden.
De schildpad is een goede zwemmer die grote afstanden aflegt. Dit gebeurt met name in de voortplantingstijd als de dieren van hun foerageergebieden naar de afzetplaatsen van de eieren trekken. Meestal trekken de dieren langs de kust van het foerageergebied naar het voortplantingsgebied maar er zijn waarnemingen bekend van exemplaren die de oceaan overstaken. Exemplaren van Braziliaanse populaties zetten de eieren af in Ascension, wat betekent dat ze meer dan 1000 kilometer moeten afleggen. De grootst waargenomen afgelegde afstand in een jaar van een soepschildpad bedroeg bijna 4000 kilometer.
De gemiddelde kruissnelheid van de soepschildpad is waarschijnlijk zo'n 6 kilometer per uur, maar in nood kan een snelheid worden bereikt van 35 kilometer per uur. Alleen de lederschildpad is in staat dergelijke snelheden te bereiken.

### Voortplanting

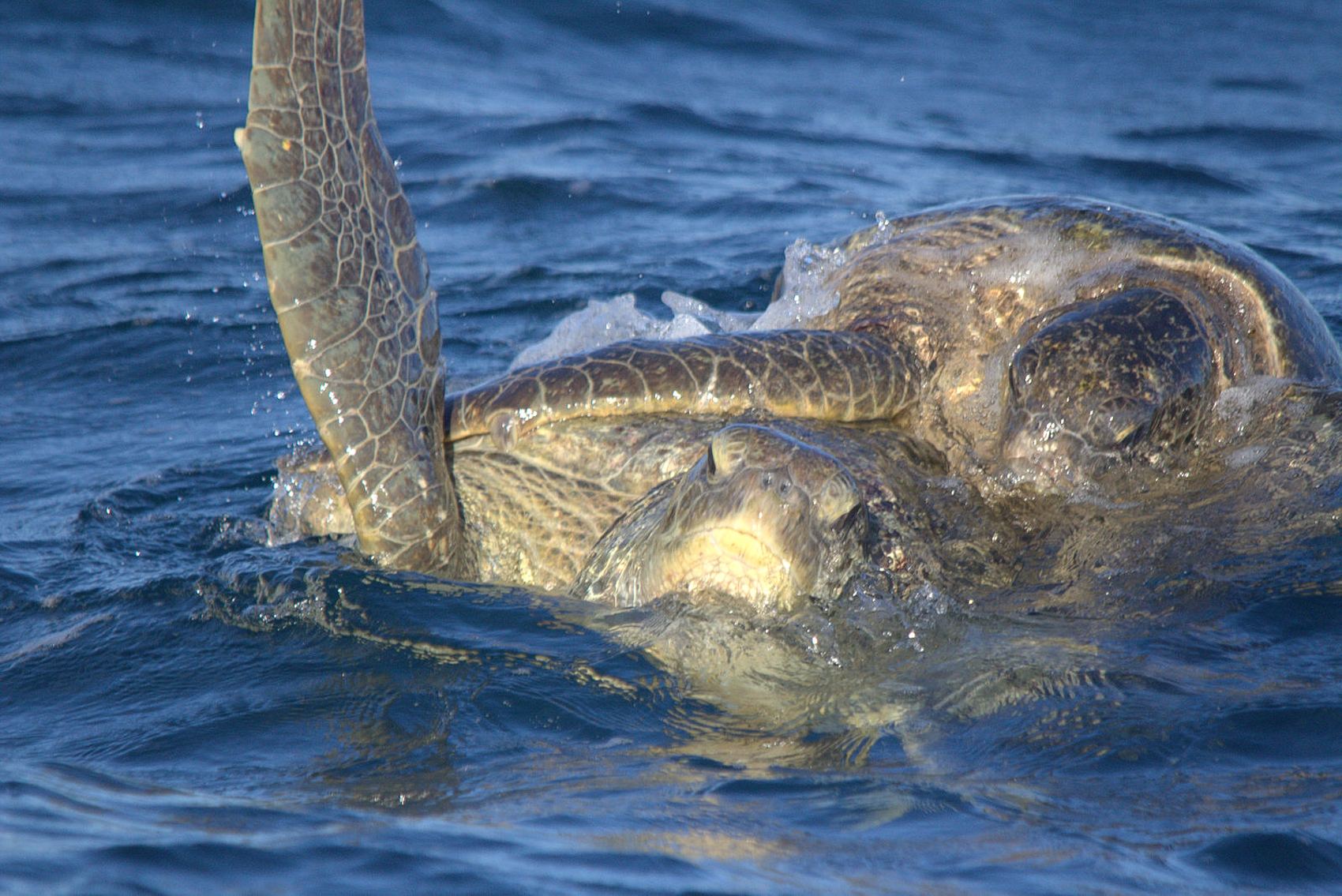
Paring van de soepschildpad in Sri Lanka.

De voortplantingstijd is afhankelijk van de geografische locatie. Bij exemplaren die aan land komen in de Amerikaanse staat Florida loopt de voortplantingstijd van juni tot september.
Net als bij alle schildpadden klimt het mannetje op het vrouwtje tijdens de paring en bevrucht hij haar inwendig. Het mannetje bijt het vrouwtje in haar nek en kop om zich te ankeren wat een agressieve indruk maakt. De paring kan tot 12 uur duren en een vrouwtje paart met meerdere mannetjes. De mannelijke soepschildpad kan ieder jaar deelnemen aan de voortplanting maar de vrouwelijke exemplaren slaan regelmatig een jaar over en zetten gemiddeld om de twee tot drie jaar eieren af. Slechts zelden zet een vrouwtje twee jaar achter elkaar eieren af.
Het vrouwtje klimt meestal 's nachts aan land om haar eieren af te zetten wat een hachelijke zaak is omdat ze niet is aangepast op een leven op het land. De schildpad moet veel energie verbruiken om zich op enige afstand van de vloedlijn te verplaatsen. Het nest wordt gegraven met de achterpoten waarna de eieren worden gedeponeerd. Het vrouwtje verkeert tijdens de afzet in een soort trance, waarbij ze gemakkelijk genaderd kan worden. De hele operatie duurt in totaal zo'n twee uur. Nadat de eieren zijn afgezet en het nest weer is dichtgegooid met de achterpoten ontwaakt ze weer en keert terug naar de zee. Door de eieren niet alleen te begraven maar het nest ook weer dicht te gooien wordt voorkomen dat roofdieren en andere vleeseters de eieren gemakkelijk kunnen opsporen. De verschillende nesten die een vrouwtje per seizoen graaft zijn vaak verspreid als het gaat om de hoogte, sommige nesten worden op enige afstand van de vloedlijn afgezet, andere meer aan de waterzijde. Als de eieren echter te dicht bij de waterkant worden begraven, bestaat het risico op overstroming, waarbij de embryo's onvermijdelijk verdrinken. Een zwanger vrouwtje zet haar eieren af in zo'n 2 tot 5 nesten.

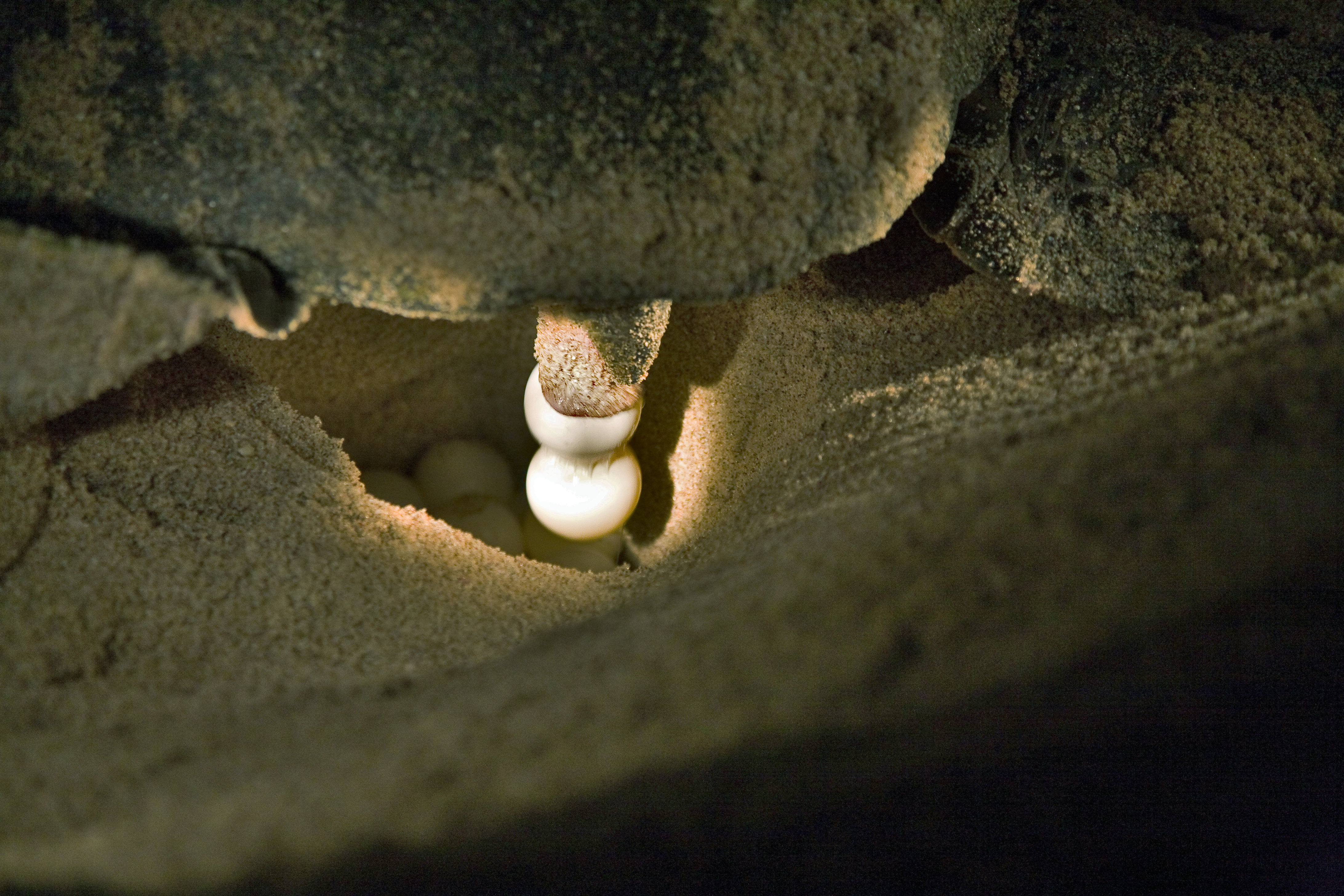
De eieren worden gedeponeerd in het nest.
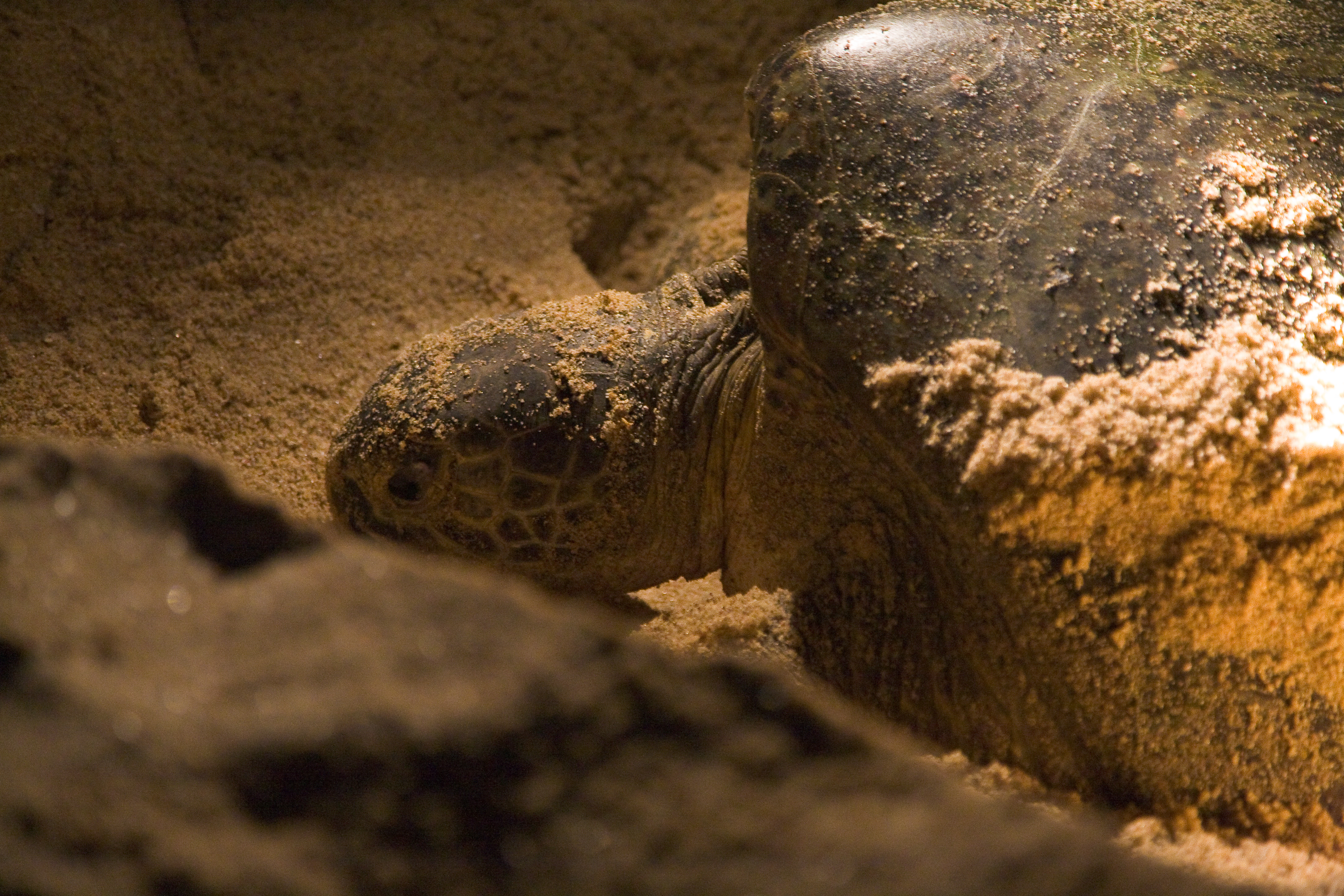
Het vrouwtje verkeert in een soort trance.
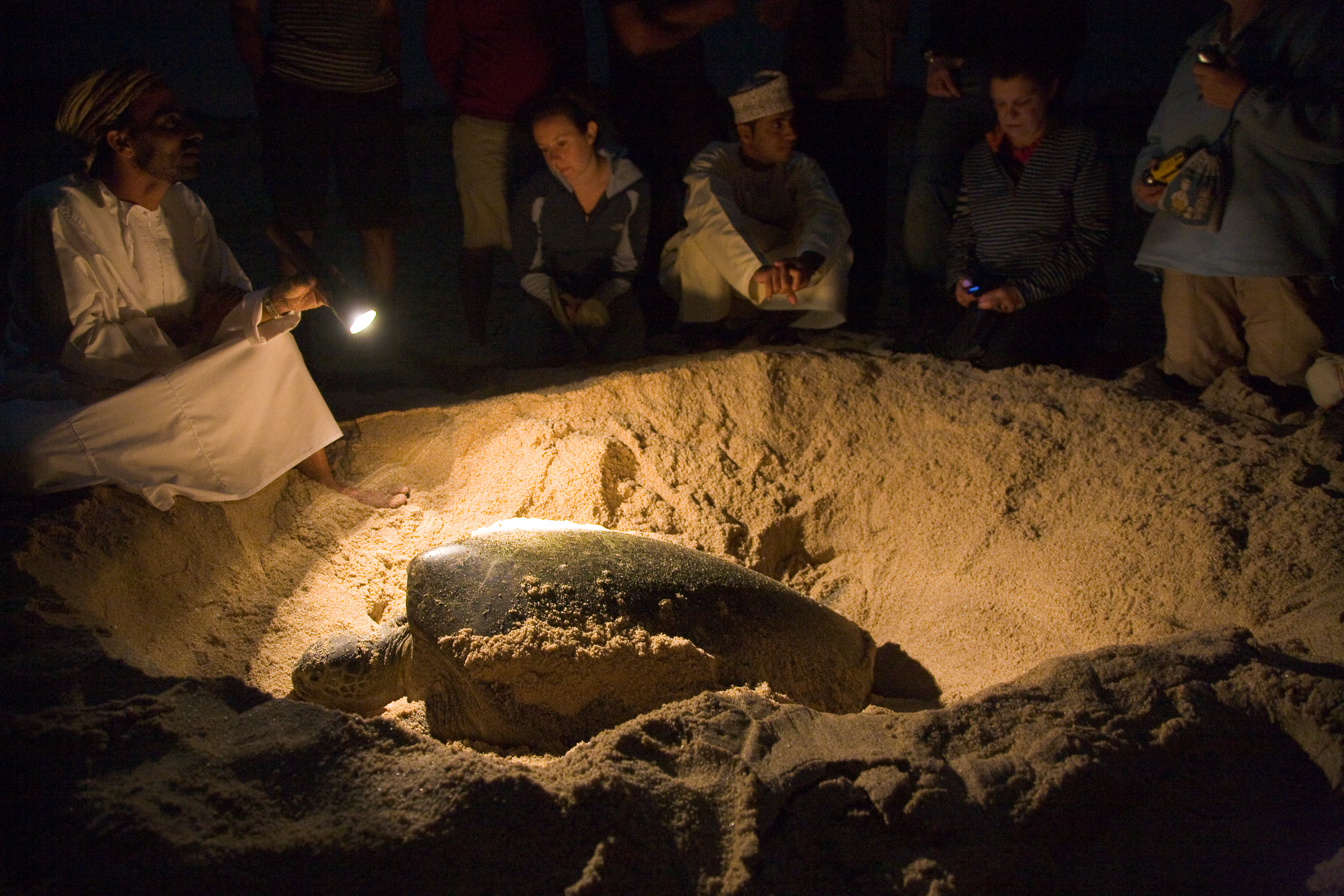
Ze is gemakkelijk te benaderen en daardoor kwetsbaar.
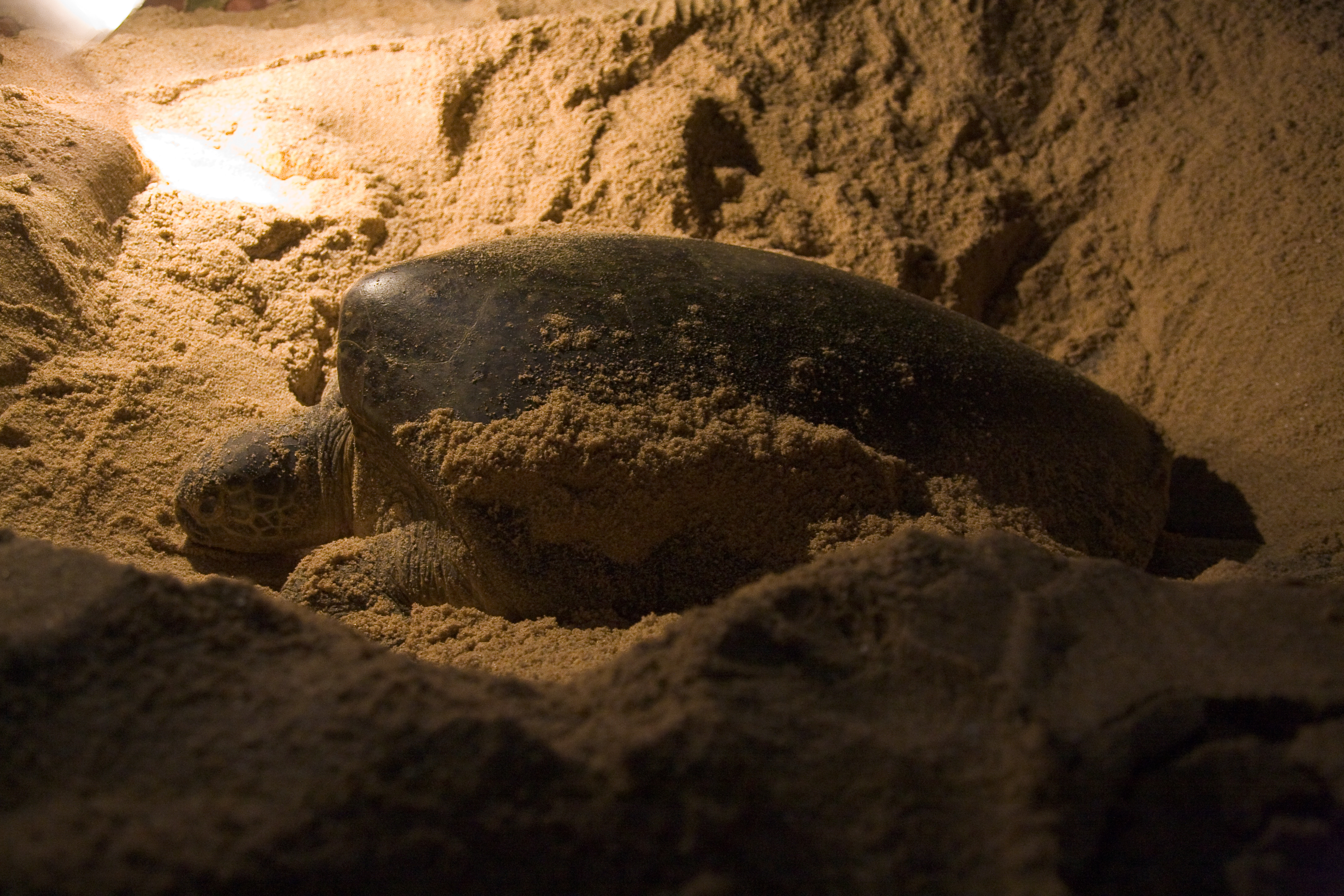
Het graven van het nest is een uitputtende bezigheid.
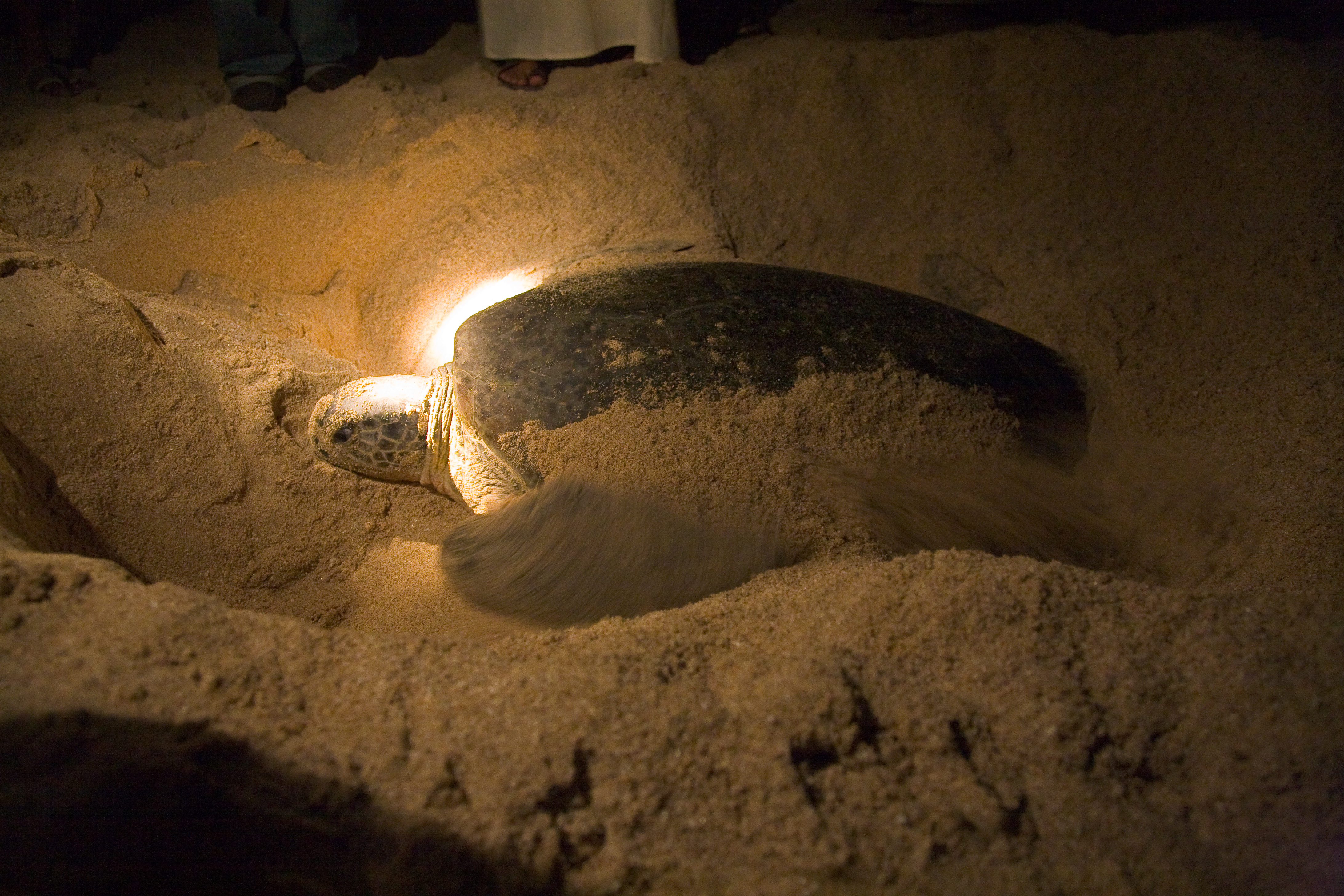
Het nest wordt ten slotte met zand bedekt.
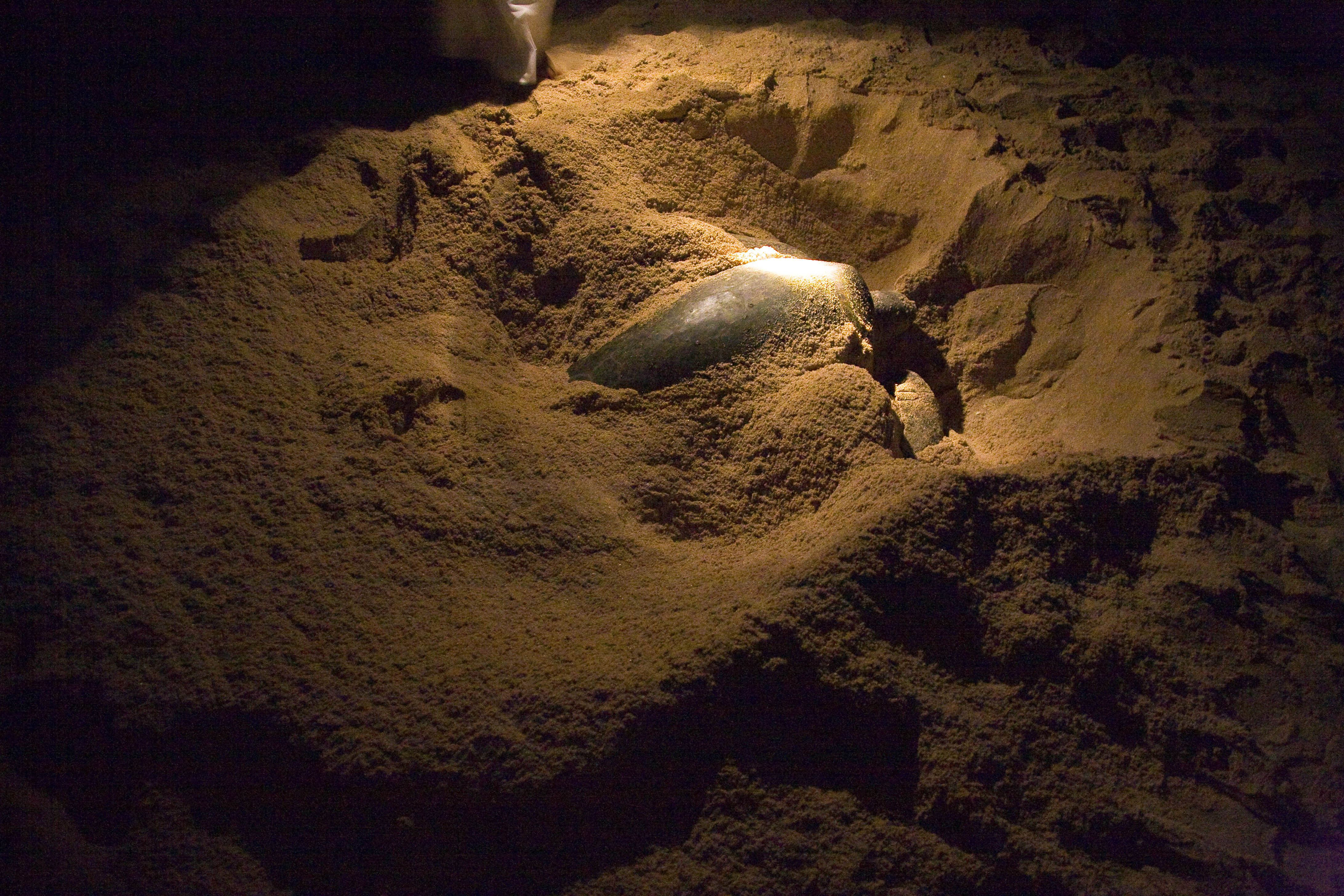
De eieren zijn zo niet zichtbaar voor roofdieren.
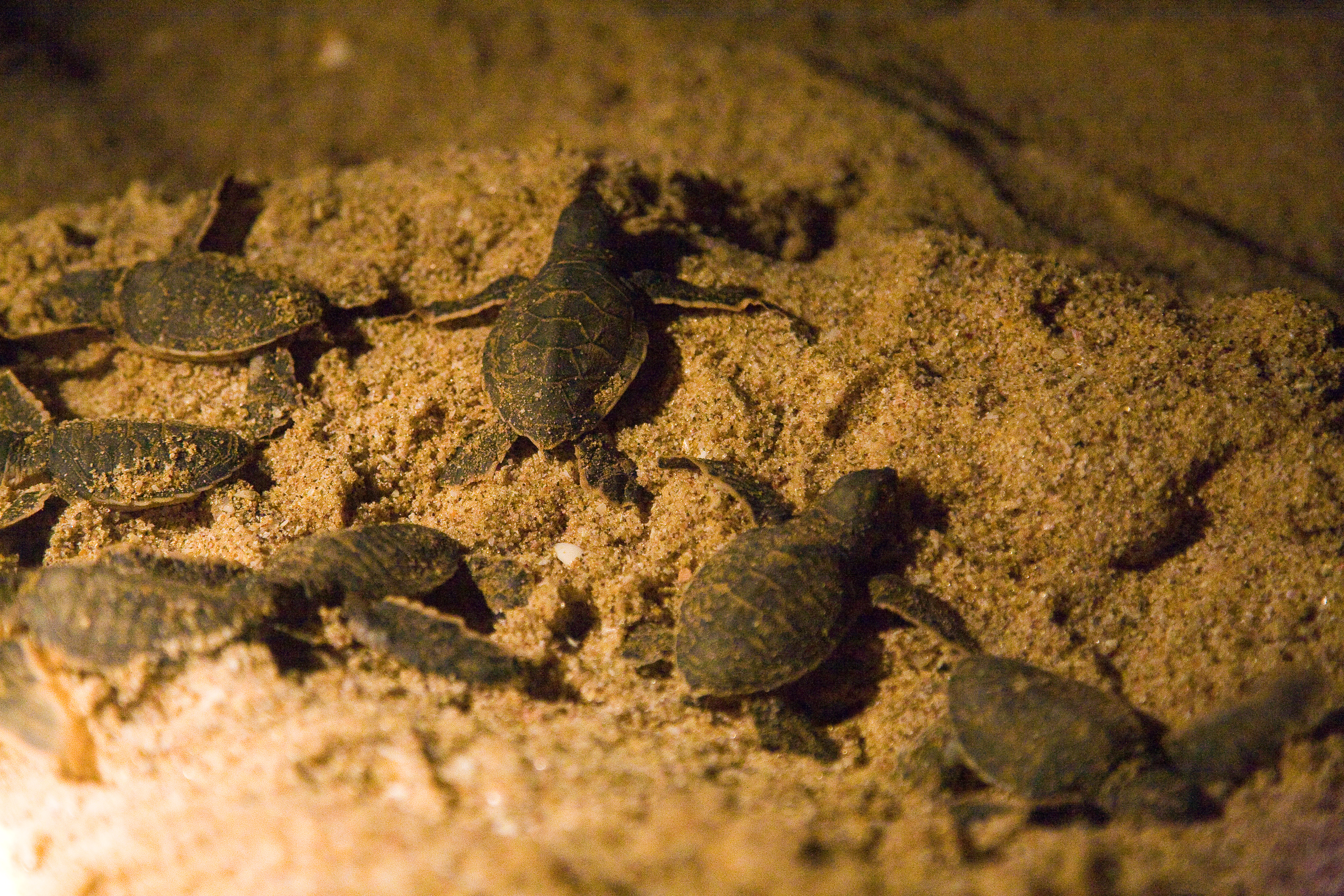
Twee maanden later komen ze gesynchroniseerd uit.
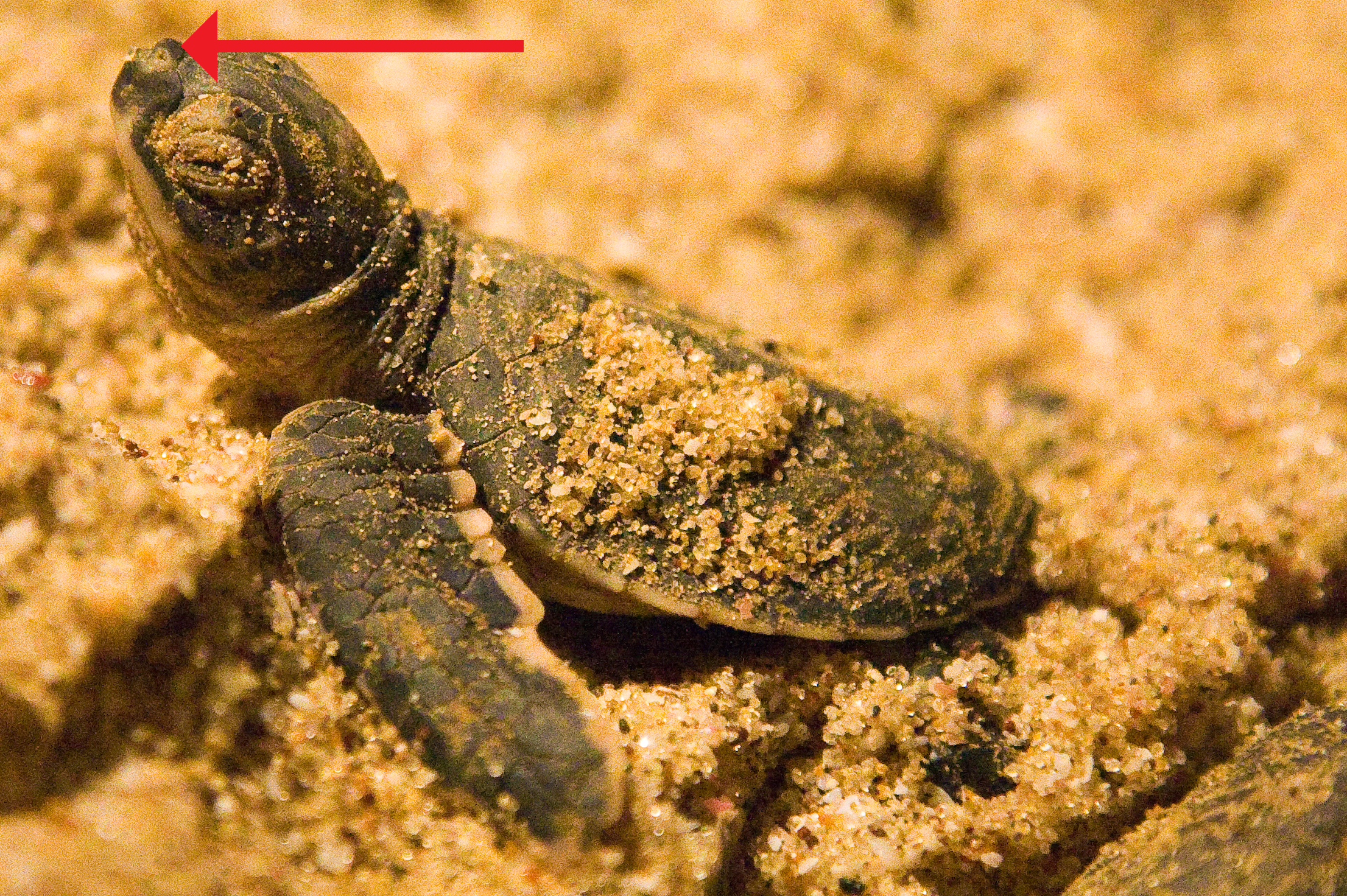
De jongen gebruiken de eitand (rode pijl) om de schaal te breken.
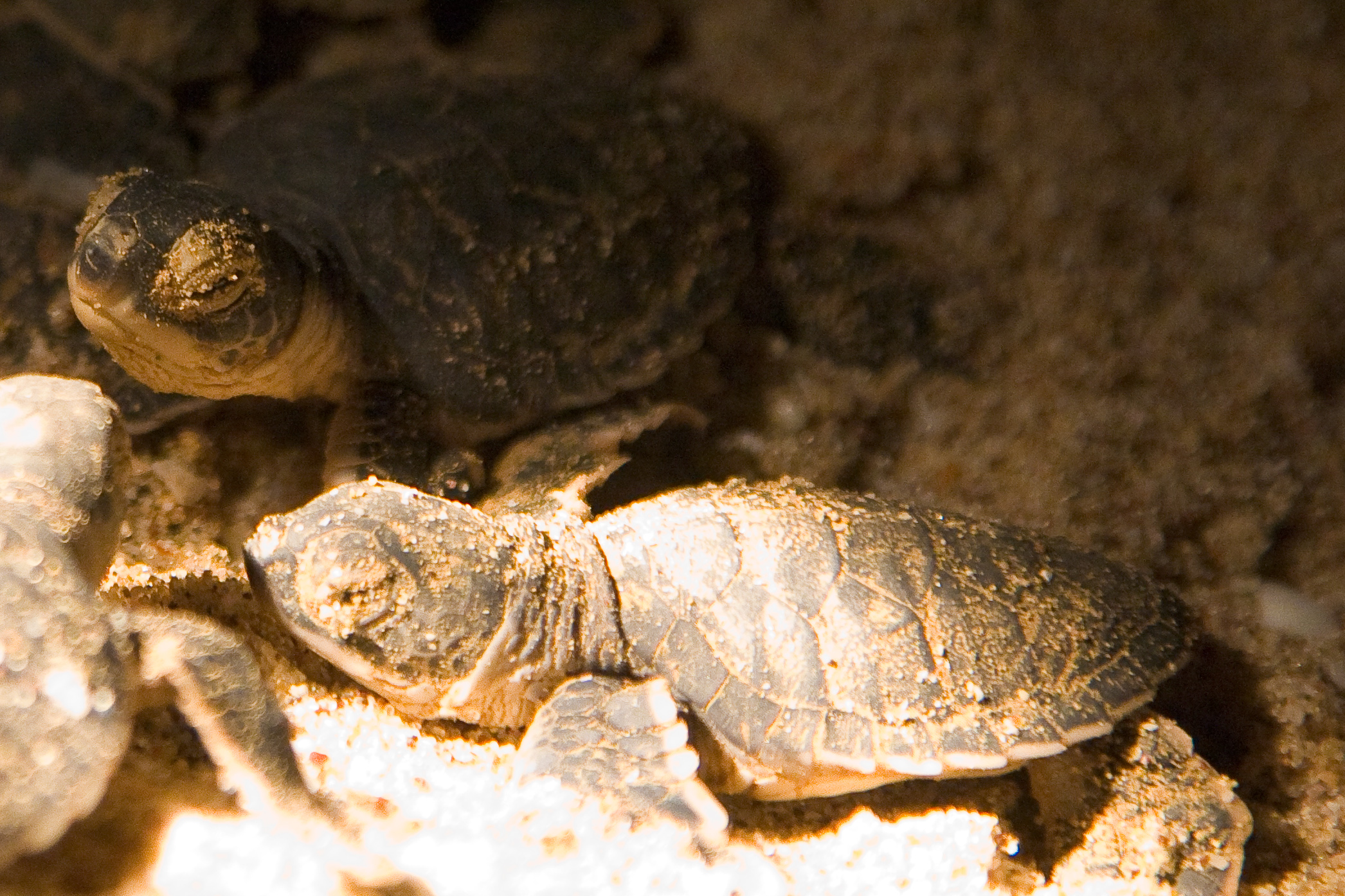
Omdat ze 's nachts uitkomen en de ogen deels verstopt raken met zand kunnen ze moeilijk navigeren.
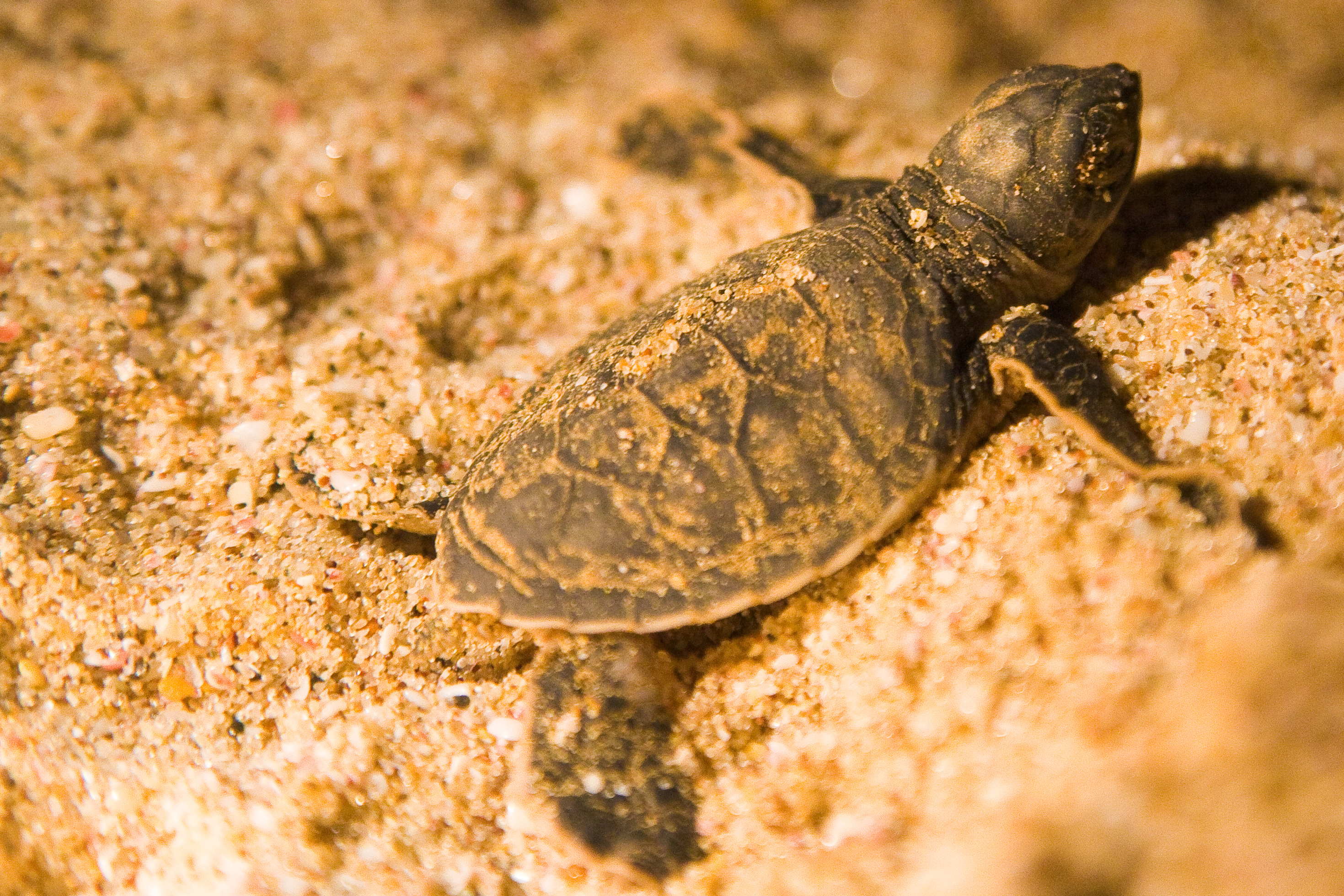
Het rugschild heeft al dezelfde structuur als de volwassen dieren.

De eieren zijn wit van kleur en zijn zo'n 44 millimeter in doorsnede. Net als alle zeeschildpadden hebben de eieren geen harde schaal maar een meer rubberachtige, zachte schaal. De eieren zijn als ze worden afgezet bedekt met een laagje slijm zodat ze niet beschadigd raken als ze op elkaar vallen tijdens de afzet. De incubatietijd is afhankelijk van de omgevingstemperatuur en kan variëren van ongeveer 40 tot 70 dagen, gemiddeld ongeveer 65 dagen. Het aantal eieren varieert per geografische locatie; in de Amerikaanse staat Florida blijkt uit tellingen dan het aantal varieert van 75 tot 200, met een gemiddelde van 136.
Soepschildpadden kennen een zogenaamde temperatuurafhankelijke geslachtsbepaling of temperature sex determination (TSD). Dit wil zeggen dat het geslacht van de uit het ei kruipende juvenielen af hangt van de omgevingstemperatuur waarbij het embryo zich ontwikkelt. Bij een ontwikkelingstemperatuur van 29° Celsius of hoger ontstaan alleen vrouwtjes, bij een lagere temperatuur ontstaan al naargelang het verschil steeds meer mannetjes. Het geslacht wordt dus niet genetisch bepaald zoals bij de meeste dieren. Bij de soepschildpad is dit fenomeen uitgebreid onderzocht waardoor er veel over bekend is. Tegenwoordig weten we dat vele andere reptielen zoals veel schildpadden, alle krokodilachtigen en sommige hagedissen eveneens een van de incubatietemperatuur afhankelijke geslachtsbepaling kennen.

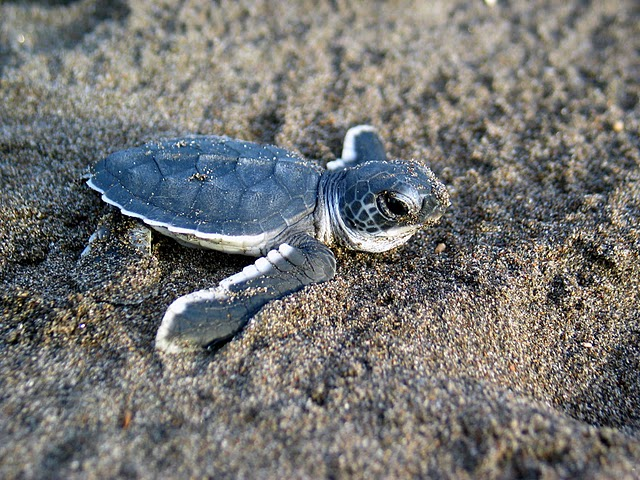
De pasgeboren juvenielen zijn diepzwart van boven en wit aan de onderzijde

De juvenielen gebruiken hun eitand om de schaal te openen waarna deze gemakkelijk scheurt en ze uit het ei kruipen. Omdat ze zich allemaal onder dezelfde omstandigheden hebben ontwikkeld komen ze gesynchroniseerd uit. Ze graven zich vervolgens uit door bewegingen met de poten te maken. Hierdoor valt het zand boven de bovenste schildpadden naar onder waardoor ze het nest naar boven wordt verplaatst tot ze het kunnen verlaten. Als de bovenste laag zand te warm is weten de schildpadjes dat het nest door de zon wordt beschenen en worden de graafbewegingen gestaakt. Alleen als het zand relatief koel is graven ze zich volledig uit wat uitdroging door de hitte van de zon voorkomt evenals aanvallen van dagactieve dieren. De schildpadjes rennen zo snel mogelijk naar het water, wat herkend wordt doordat de zee verlicht is door reflectie van de hemel. Ook het aflopende strand kan een rol spelen bij de navigatie. De juvenielen zijn donker tot zwart van kleur en doen vanwege de verhoudingsgewijs grote kop en poten aandoenlijk aan. Ze zijn bij hun geboorte zo'n 5 centimeter lang en hebben een gewicht van ongeveer 25 gram. De eerste anderhalve dag tot twee dagen zwemmen ze onophoudelijk om zo in de open zee te geraken. Ze groeien snel, in tegenstelling tot subadulte en met name de volwassen exemplaren.
De soepschildpad is voor zover bekend een van de langzaamst groeiende gewervelden. Het is onbekend hoelang het duurt voor de juvenielen de volwassenheid bereiken, maar geschat wordt dat het 25 tot 50 jaar duurt voor de vrouwtjes geslachtsrijp worden. De ontwikkelingsduur hangt sterk samen met de geografische locatie wat weer een gevolg is van het menu dat uit planten bestaat en hierdoor weinig voedzaam is. Als de favoriete planten ontbreken groeit de soepschildpad langzaam zoals rond Australië waar geen Zostera-soorten voorkomen. Hier kan het tot 70 jaar duren eer de schildpad voor het eerst aan land komt voor de afzet van de eieren. Uit een studie naar de schildpad in Hawaï waar de favoriete planten juist veel voorkomen zijn exemplaren aangetroffen die geslachtsrijp bleken op een leeftijd van 11 jaar. De maximale leeftijd van de soepschildpad wordt geschat op 80 tot 120 jaar. Een exemplaar dat erg oud is geworden werd vanaf 1936 gehouden in Artis tot het in 1997 verhuisde naar een dierentuin in Madrid.

### Voedsel

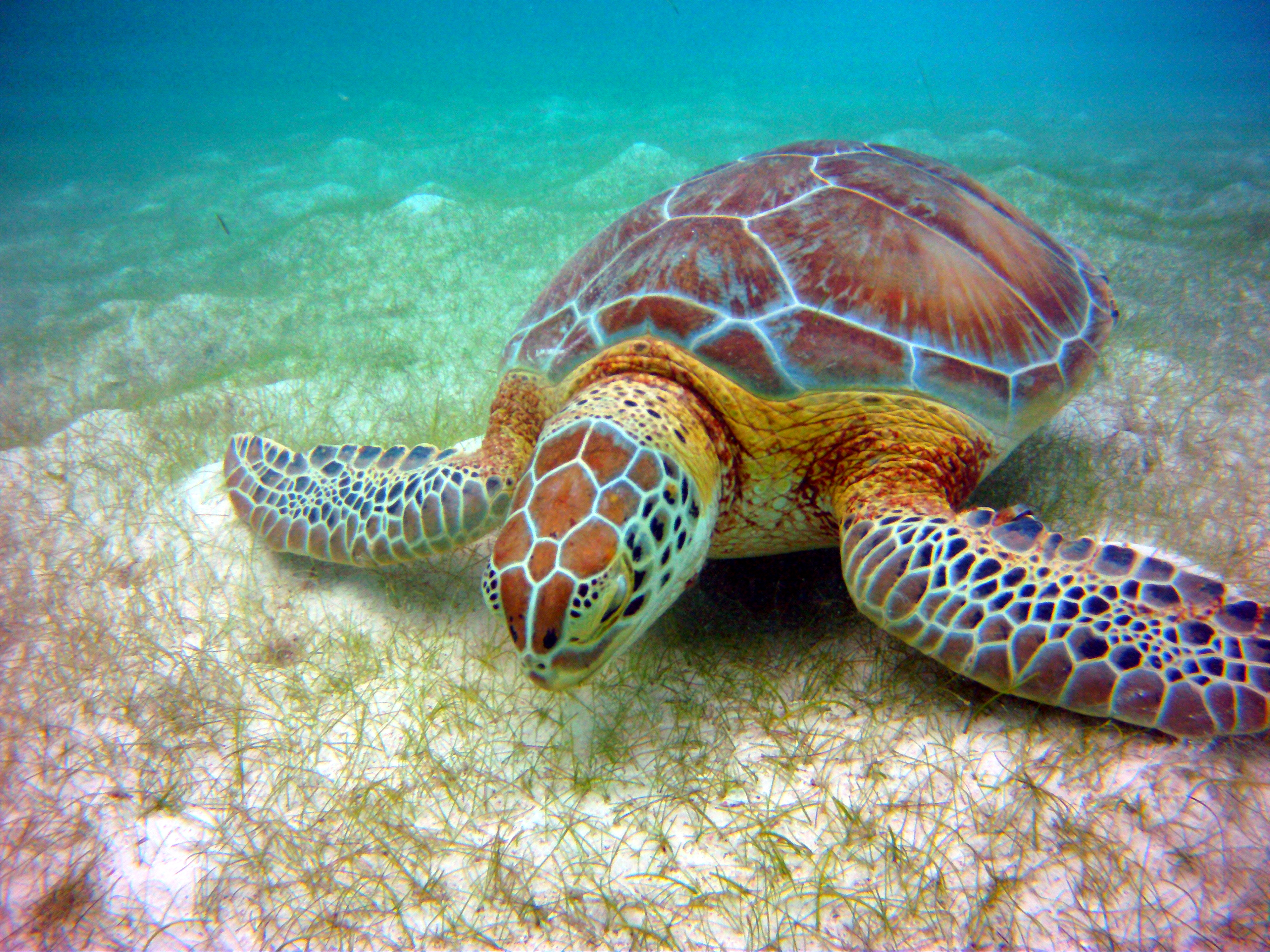
Een etende soepschildpad in de wateren van Cancún, Mexico.

De soepschildpad is een omnivoor waarbij de juvenielen een ander dieet hebben dan de volwassen dieren. Juvenielen leven op open zee (pelagisch) waar ze jacht maken op kleine zwemmende diertjes als kwallen, kreeftachtigen en andere organismen die tot het nekton behoren. Naarmate ze ouder worden gaan ze echter steeds meer plantaardig materiaal eten en bij een schildlengte van ongeveer 20 centimeter schakelen ze vrijwel volledig over op plantaardig voedsel. Een kleine fractie van het menu bestaat uit dierlijk materiaal zoals kreeftachtigen, schijfkwallen en ribkwallen. De schildpad krijgt deze diertjes waarschijnlijk binnen als 'bijvangst' omdat ze toevallig in de buurt zijn als de soepschildpad eet.
Het menu van de soepschildpad bestaat uit delen van mangroveplanten zoals wortels en bladeren en verschillende groen-, bruin- en roodwieren. Ook de planten uit de volgende geslachten worden gegeten: Cymodocea, Halodule, Halophila, Posidonia, Portulaca, Thallasia en Zostera. De soepschildpad is echter kieskeurig; van de 400 soorten algen die rond Hawaï voorkomen worden slechts negen soorten regelmatig gegeten. Uit een 28 jaar durend onderzoek blijkt dat de schildpad zich wel gemakkelijk aanpast op invasieve soorten; planten die oorspronkelijk niet voorkomen in een gebied maar goed gedijen. In de wateren rond Hawaï worden exotische plantensoorten opgenomen in het menu als ze in groten getale aanwezig zijn. Van alle plantensoorten die de schildpad eet blijken de belangrijkste drie, Acanthophora spicifera, Hypnea musciformis en Gracilaria salicornia, pas sinds enkele decennia voor te komen. Het aantal soepschildpadden nam gedurende het onderzoek toe.
De soepschildpad is een grazer die de plantendelen met de bek afscheurt. De randen van de bek zijn voorzien van kleine, gezaagde uitsteeksels wat een aanpassing is op het overwegend plantaardige voedsel. Een van de belangrijkste waardplanten is zeegras (Zostera). Deze plant groeit na te zijn aangevreten snel aan door nieuwe scheuten te vormen wat voordelig is voor de schildpad omdat deze voedzamer zijn. De soepschildpad komt weleens voor met de zeekoeien, dit is een orde van vier soorten in zee levende zoogdieren die eveneens een grazende levenswijze hebben onder water.
Net als op het land levende dieren die voornamelijk planten eten maakt de soepschildpad gebruik van bacteriën in de darmen om de planten beter te verteren. Een andere overeenkomst is het efficiënte spijsverteringsstelsel dat verhoudingsgewijs veel langer is dan dat van carnivoren. Het spijsverteringskanaal van een vrouwtje met een schildlengte van iets meer dan een meter bleek bij dissectie een lengte te hebben van 18,5 meter. Bij de soepschildpad is de spijsvertering goed onderzocht; in de darmen van hetzelfde vrouwtje werden bacteriën aangetroffen die de uit cellulose opgebouwde celwanden van planten kunnen verteren. Ze werden met name aangetroffen vanaf 5 meter van de mond met een piek op acht meter. Ook trilhaardiertjes en zweepdiertjes werden aangetroffen in de darmen.

### Commensalen en vijanden

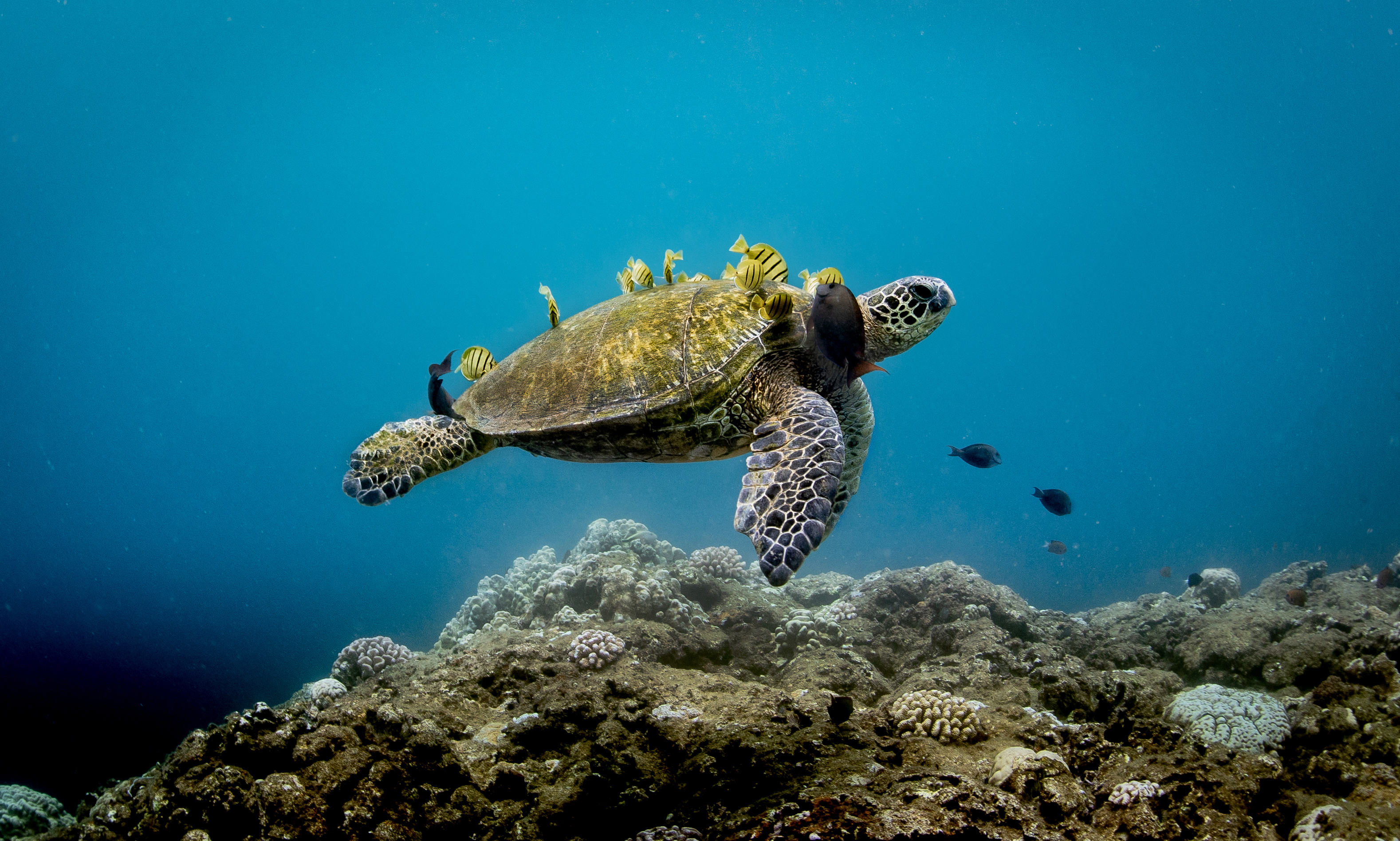
Een soepschildpad bezoekt een poetsstation en wordt schoongemaakt door onder andere de vijfbandchirurgijnvis.

Net als andere zeedieren zoekt de schildpad bepaalde plekken op waar bepaalde vissen (zoals poetsvissen), weekdieren en kreeftachtigen leven. Het dier laat het lichaam dan kaal eten waarbij het schild en de huid wordt ontdaan van parasieten en aangroeisels. Een dergelijke plek wordt wel een poetsstation genoemd. 
De soepschildpad heeft met name als embryo en juveniel te duchten van een breed scala aan vijanden, oudere exemplaren hebben een groter en harder schild en zijn daardoor minder gevoelig voor aanvallen van andere zeedieren. Volwassen exemplaren met een schildlengte van meer dan 70 centimeter hebben op grote haaien na helemaal geen vijanden meer en alleen oude en verzwakte exemplaren zijn kwetsbaar.
De eieren kunnen net als alle zeeschildpadden ten prooi vallen aan de meest uiteenlopende dieren, van geleedpotigen tot zoogdieren, reptielen en vogels. Voorbeelden zijn mieren, bepaalde krabben, vossen, opossums, slangen, zeevogels, wasberen, coyotes, ratten en verschillende vogels als gieren.
De juvenielen zijn de eerste paar jaar kwetsbaar omdat ze erg klein zijn en nog geen hard schild hebben. Ze worden gegeten door jonge haaien, verschillende tuimelaars, verschillende rovende vissen als gepen en makrelen en zeevogels als meeuwen, die de schildpadden oppikken uit het water als ze boven komen om te ademen. De soepschildpad kan zich niet actief verdedigen en duikt een tijdje onder bij een confrontatie met vijanden.

## Verspreiding en habitat

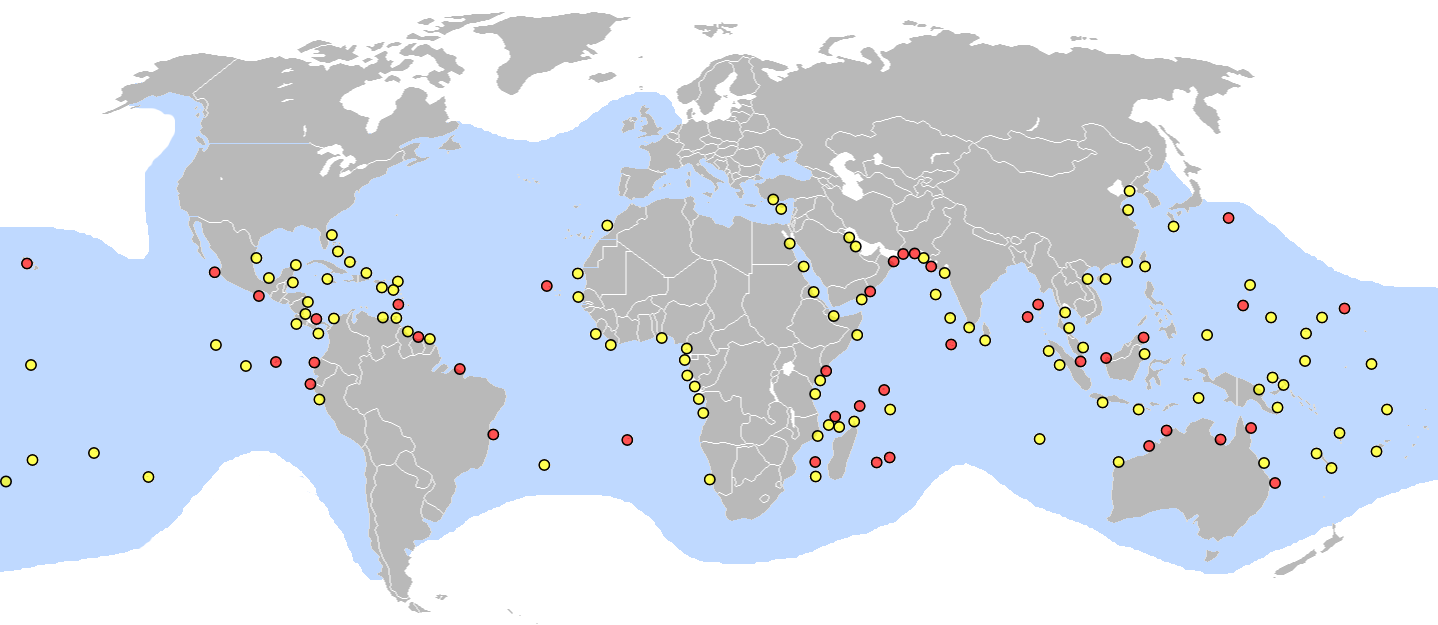
Verspreiding in het blauw, gele stippen zijn bekende nestplaatsen, rode stippen zijn belangrijke nestplaatsen.

De soepschildpad heeft van alle zeeschildpadden de grootste verspreiding. De soort zet eieren af in 80 landen en komt voor in de kustwateren van 140 landen. Over het algemeen is de soepschildpad te vinden in gebieden waar de temperatuur niet onder de 20° Celsius komt, maar ook in meer gematigde streken worden exemplaren aangetroffen.
Wereldwijd zijn er naar schatting zo'n 2,2 miljoen soepschildpadden. Langs de oostkust van de Verenigde Staten wordt het aantal jaarlijks nestende schildpadden geschat op 200 tot 1100. De exemplaren die langs de Pacifische kust eieren afzetten, doen dit voornamelijk op het atol French Frigate Shoals, onderdeel van Hawaï. In de Indische Oceaan wordt het aantal nestende vrouwtjes in Oman, een van de belangrijkste afzetplaatsen, geschat op 6000 tot 20.000. In Australië komen jaarlijks naar schatting zo'n 70.000 vrouwtjes de eieren afzetten, overwegend in het Groot Barrièrerif.
De soepschildpad komt voor in de Atlantische Oceaan, de Grote Oceaan, de Indische Oceaan, de Middellandse Zee en de Zwarte Zee. In de Noordzee komt de schildpad alleen in het zuidelijke deel voor, maar afgedwaalde exemplaren worden soms gezien voor de Nederlandse kust. In 1952 werd een jonge soepschildpad met een schildlengte van 36 centimeter aangetroffen op het strand van Petten. Ook voor de Schotse kust is een soepschildpad gesignaleerd tijdens tellingen van vogels. In 2003 spoelde een levend exemplaar met een schildlengte van 75 centimeter aan in Guernsey, een van de Kanaaleilanden.
De soepschildpad komt volgens de Rode Lijst van de IUCN (2004) voor bij de volgende landen en eilanden:
Amerikaans-Samoa, Amerikaanse Maagdeneilanden, Angola, Anguilla, Antigua en Barbuda, Aruba, Australië, Bahrein, Bangladesh, Barbados, Belize, Brazilië, Britse Maagdeneilanden, China, Christmaseiland, Cocoseilanden, Colombia, Comoren, Cookeilanden, Costa Rica, Cuba, Cyprus, Dominica, Dominicaanse Republiek, Ecuador (Galapagoseilanden), Egypte, Equatoriaal-Guinea, Eritrea, Fiji, Filipijnen, Frans-Guyana, Frans-Polynesië, Grenada, Guam, Guyana, Haïti, India, Indonesië (Bali, Westelijk Nieuw-Guinea, Jawa, Kalimantan, Kleine Soenda-eilanden, Molukken, Sulawesi, Sumatra), Iran, Jamaica, Japan, Jemen, Kenia, Kiribati, Koeweit, Madagaskar, Malediven, Maleisië, Marshalleilanden, Martinique, Mauritanië, Mayotte, Mexico, Micronesië, Mozambique, Myanmar, Nederlandse Antillen (Bonaire, Bovenwindse Eilanden), Nieuw-Zeeland, Nicaragua, Nieuw-Caledonië, Niue, Noordelijke Marianen, Oman, Oost-Timor, Pakistan, Palau, Panama, Papoea-Nieuw-Guinea, Peru, Principe, Puerto Rico, Réunion, Sint-Helena (Ascension), Saint Kitts en Nevis, Saint Lucia, Saint Vincent, Sao Tomé, Saoedi-Arabië, Senegal, Seychellen, Sierra Leone, Salomonseilanden, Somalië, Sri Lanka, Suriname, Tanzania, Thailand, Tokelau, Tonga, Trinidad en Tobago, Turkije, Turks- en Caicoseilanden, Tuvalu, Vanuatu, Venezuela, Verenigde Arabische Emiraten, Verenigde Staten (Florida, Hawaï) en Vietnam. 
In Israël is de soepschildpad waarschijnlijk uitgestorven. Op Bermuda is de soort geherintroduceerd.

### Habitat
De soepschildpad leeft in ondiepe wateren langs de kust waar genoeg zonlicht doordringt om plantengroei mogelijk te maken waar de schildpad van leeft. Geschikte leefplaatsen zijn baaien, rotskusten en kusten van vulkanische eilanden. De juvenielen leven op open zee, waar ze gevonden worden in drijvende plantenmassa's. Het is niet precies bekend op welke leeftijd ze - na een lange migratie - van habitat veranderen en net als de volwassen dieren ondiepere wateren opzoeken.

## Bedreigingen

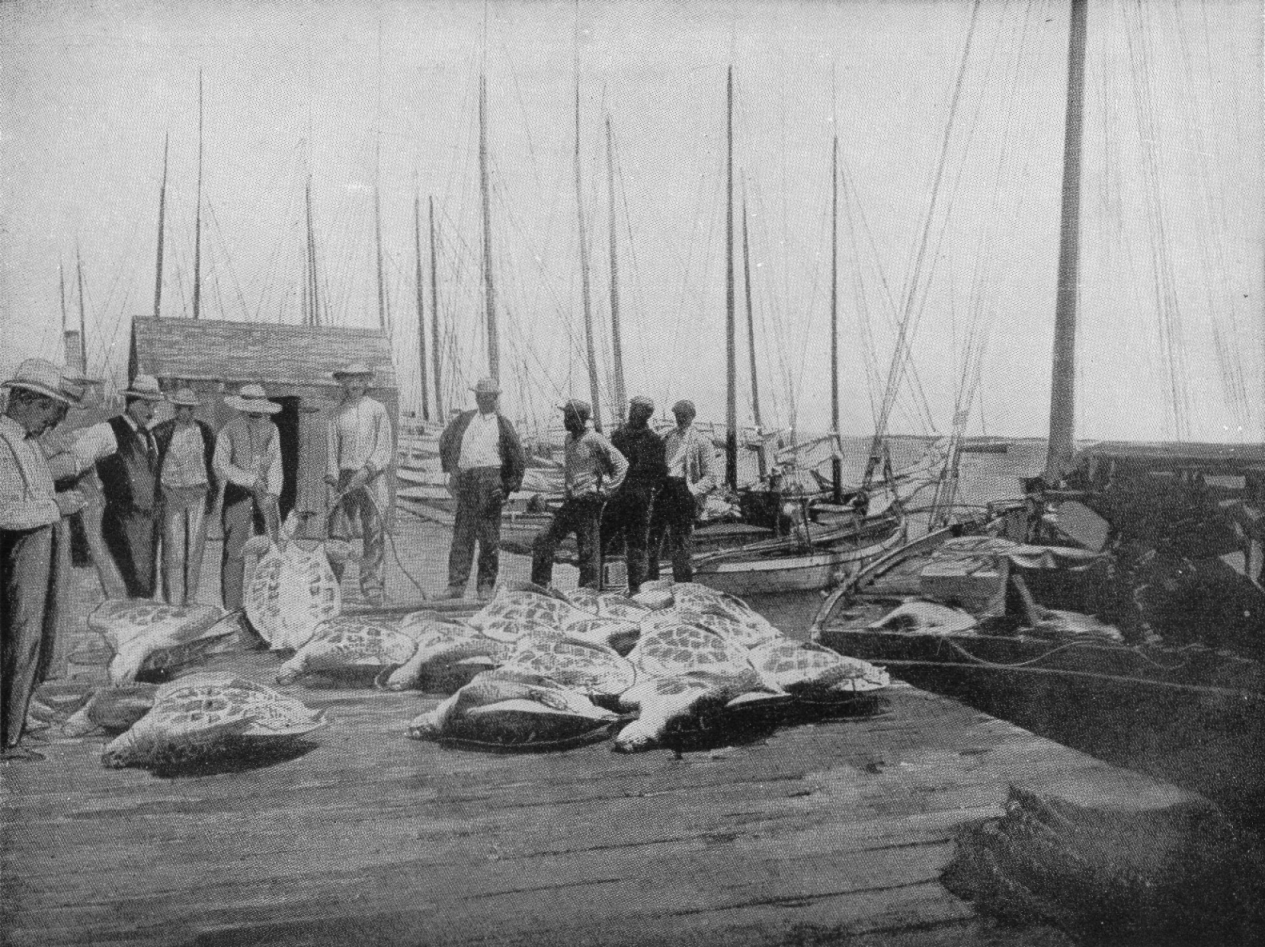
Afbeelding van de grootschalige vangst van soepschildpadden, gepubliceerd in 1914.

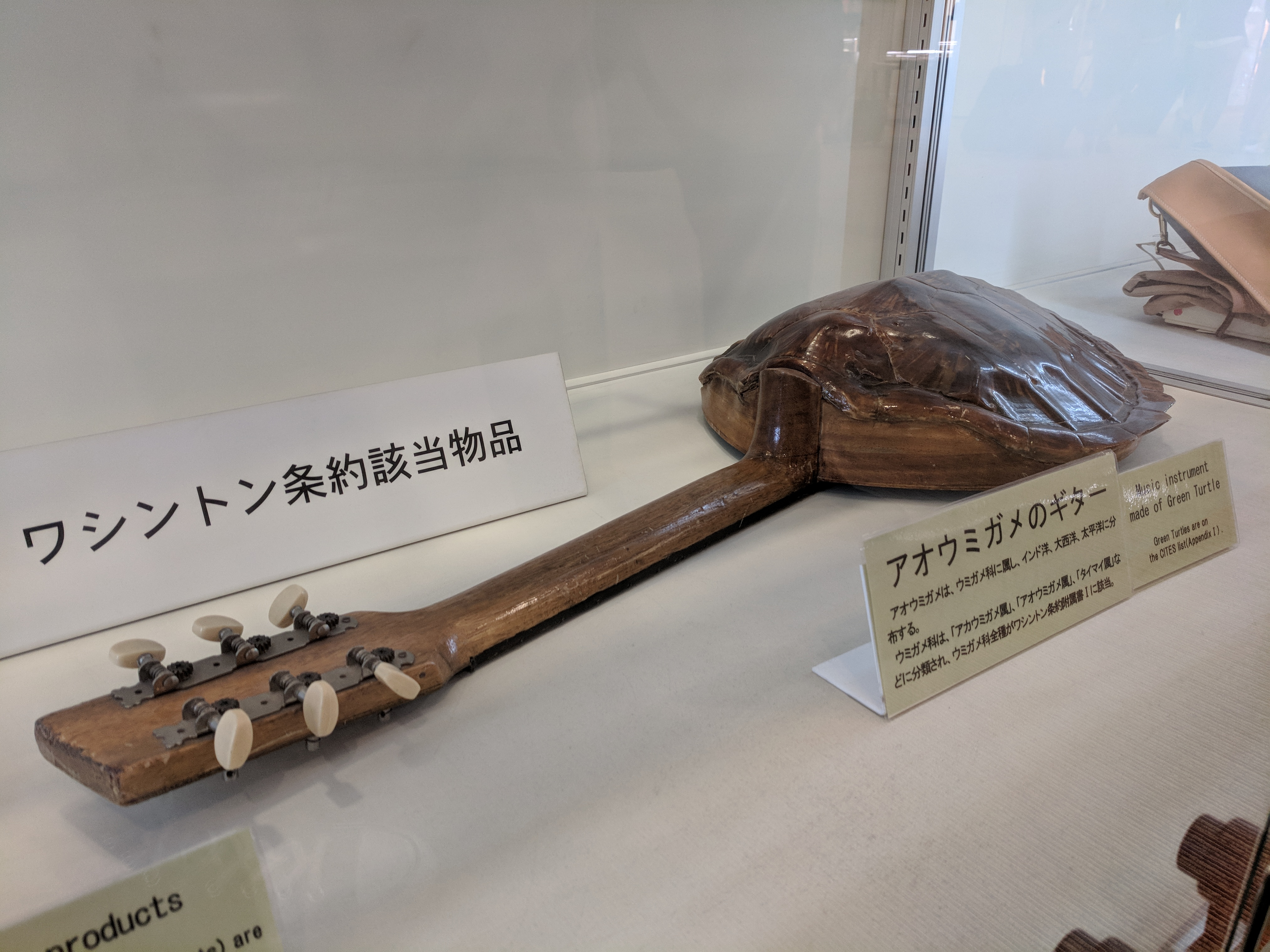
Een muziekinstrument gemaakt van soepschildpad

De soepschildpad is een bedreigde diersoort die over het algemeen in aantal en verspreidingsgebied achteruitgaat. In sommige streken zijn de populaties groeiend of stabiel, in andere streken gaat de soort hard achteruit. Op het Indonesische eiland Bali zijn er lange tijd geen eierleggende exemplaren waargenomen. De IUCN schat de achteruitgang van het aantal nestelende vrouwtjes over de laatste drie generaties op 48 tot 67%. Volgens recent onderzoek uit 2003 wordt geschat dat het totale aantal individuen de afgelopen 50 jaar met 90% is afgenomen.
Er zijn verschillende bedreigingen, zowel van natuurlijke als menselijke aard. Door de vele natuurlijke vijanden die het grootste deel van de eieren en de juvenielen opeten is het aantal schildpadden dat de volwassenheid bereikt door natuurlijke omstandigheden al klein. Door de menselijke invloed worden vooral de volwassen exemplaren gedood zodat het aantal eierleggende exemplaren kleiner wordt. Andere bedreigingen door de mens zijn de vervuiling van de neststranden en het leefgebied met olie, drijvend afval en achtergelaten visnetten waar de schildpad in verstrikt kan raken en vervolgens verdrinkt. Daarnaast wordt de habitat wereldwijd vernietigd of aangetast. Het bouwen van woningen en hotels langs de kust doet het strandoppervlak verkleinen, het gedrag van toeristen in het water kan gevaarlijk zijn doordat de schildpadden overvaren kunnen worden. Het crossen op het strand door auto- en motorvoertuigen kan het nest beschadigen terwijl nachtelijke zwempartijen zowel de eierleggende vrouwtjes als de uit het ei kruipende juvenielen verstoren. Soms komt een schildpad in de netten van vissers terecht maar hiertegen zijn wel maatregelen mogelijk zoals het gebruikmaken van zogenaamde turtle excluder devices (TED's). Dit zijn netten met daarin een soort klep waar de schildpadden door kunnen ontsnappen. Omdat dit niet alleen de schildpadden redt maar ook voorkomt dat het volledig wordt verwoest door een schildpad in doodsstrijd, zijn TED's ook voor de vissers commercieel interessant. Toch blijft de visserij de belangrijkste oorzaak van het onbedoeld doden van de volwassen schildpadden als bijvangst en vooral trawlers die op garnalen vissen.
Een indirect door de mens veroorzaakte bedreiging zijn invasieve soorten, dit zijn dieren en planten die terechtgekomen zijn in gebieden waar ze niet thuis horen en de lokale soorten bedreigen. Het belangrijkst zijn geïntroduceerde dieren als ratten, zwijnen en andere nestpredatoren. Ook planten kunnen echter een nadelige invloed hebben op de soepschildpad, zoals de Australische pijnboom (Casuarina equisetifolia). Deze boom groeit onder andere langs de kust van Florida en doordat de boom het strand overschaduwt is de incubatietemperatuur van de eieren die afgeschermd worden van zonlicht lager wat een negatieve invloed heeft. Andere planten overwoekeren het strand of hebben sterke wortels zodat de vrouwtjes geen nest meer kunnen graven.
Een steeds groter wordende bedreiging waarvan de impact niet overal bekend is, is lichtvervuiling. De jonge zeeschildpadden komen meestal 's nachts uit hun ei, waarna ze naar de zee kruipen. Vroeger dacht men dat ze zich afkeren tegen het donkere land maar tegenwoordig is bekend dat ze zich juist aangetrokken voelen door de door de hemel verlichte zee. Als de kust verlicht is raken ze echter in de war waarna ze het land op kruipen. Hier maken ze geen schijn van kans en vele juvenielen vinden zo vroegtijdig de dood.
Bij de soepschildpad is een ziekte beschreven die de huid aantast. Deze ziekte, fibropapillomatose genoemd, wordt veroorzaakt door een aan herpes verwant virus en zorgt voor misvormingen van de huid. Dit resulteert in tumorachtige gezwellen die bij aangetaste exemplaren duidelijk te zien zijn. Het is niet bekend of de ziekte wordt doorgegeven door lichamelijk contact of dat de ziekte zich verspreidt door besmette afscheidingen zoals huidschilfers of ontlasting. Vroeger werd wel gedacht dat de soepschildpad zou kunnen worden uitgeroeid door het virus en biologen vreesden zelfs dat alle zeeschildpadden weleens zouden kunnen verdwijnen. Tegenwoordig is bekend dat de volwassen soepschildpadden van de ziekte kunnen genezen. Vermoed wordt dat vervuiling en de daarmee gepaard gaande aantasting van het afweersysteem een belangrijke oorzaak is. Hoewel er een stijging in het aantal gevallen is vastgesteld wordt het voorkomen van de ziekte vaak overdreven. Zo zouden gemiddeld meer exemplaren in de enorme Amerikaanse lagune Indian River Lagoon in Florida besmet zijn met fibropapillomatose. De gegevens zijn echter gebaseerd op het tellen van in netten verzeild geraakte exemplaren. Omdat de dieren door de ziekte ernstig kunnen worden aangetast is de kans groter dat juist besmette schildpadden in de netten terechtkomen in vergelijking met gezonde exemplaren.

### Consumptie
De soepschildpad is commercieel interessant omdat er vraag is naar zowel het vlees, de eieren, de huid als het schild. Al vanaf de zeventiende eeuw wordt de soepschildpad op grote schaal gevangen en verwerkt in schildpadsoep. Niet alleen wordt het vlees als smakelijk ervaren, het eten van schildpadvlees of -eieren zouden volgens de traditie in onder andere delen van Azië ook de potentie verhogen. In vroeger tijden werd de schildpad op een dusdanig grote schaal gedood en verwerkt dat er zelfs een vleesverwerkende fabriek bestond in Florida die draaide op het verwerken van soepschildpadden. Het vlees van de soepschildpad is niet zo tranig als dat van andere soorten als de lederschildpad en bevat geen giftige naaldjes die uit prooidieren zijn onttrokken zoals het geval kan zijn bij de karetschildpad.
Het bekendste gerecht is uiteraard de befaamde schildpadsoep, waarvoor het vlees wordt gebruikt. De schildpad wordt bereid door de kop en poten van het lichaam te hakken en de brug tussen het rug- en buikschild door te snijden. Vervolgens kan de schildpad letterlijk opengeklapt worden en kan het vlees verwijderd worden. Ook het vlees van de poten wordt gebruikt. Vooral het groene, kraakbeenachtige weefsel direct onder de hoornschilden van het buikschild, het zogenaamde calipee, wordt gezien als een echte delicatesse en is veel geld waard. Het vlees wordt als een biefstuk gebakken of in blokjes of reepjes gesneden en gebruikt in soepen, sauzen en stoofpotten. Het vlees van de soepschildpad zou smaken naar kalfsvlees.
De eieren van de soepschildpad zijn - net als die van alle schildpadden - vloeibaar van binnen maar worden niet hard na het koken zoals bij vogeleieren. De eieren worden ontdaan van de rubberachtige schaal waarna de inhoud op smaak wordt gebracht met peper en zout en wat boter. In exotische landen wordt zowel het vlees als de eieren soms aangeboden als delicatesse.
De handel in zowel de volwassen schildpad als de eieren, die beide veel geld waard zijn in de illegale handel, heeft ertoe bijgedragen dat de soepschildpad veel minder algemeen is dan enkele decennia geleden.

### Bescherming

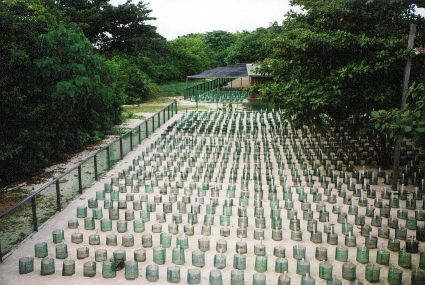
De eieren van de soepschildpad worden uitgebroed in verschillende reservaten, hier Turtle Islands Park in Maleisië

De soepschildpad is net als alle zeeschildpadden het kwetsbaarst gedurende de voortplantingstijd, zowel aan land komende vrouwtjes als de uit het ei kruipende juvenielen vallen ten prooi aan veel verschillende roofdieren en wildstroperij door de mens. De bescherming van de soepschildpad concentreert zich daarom voornamelijk op de bescherming van de neststranden. De maatregelen variëren enigszins per regio, enkele belangrijke zijn:

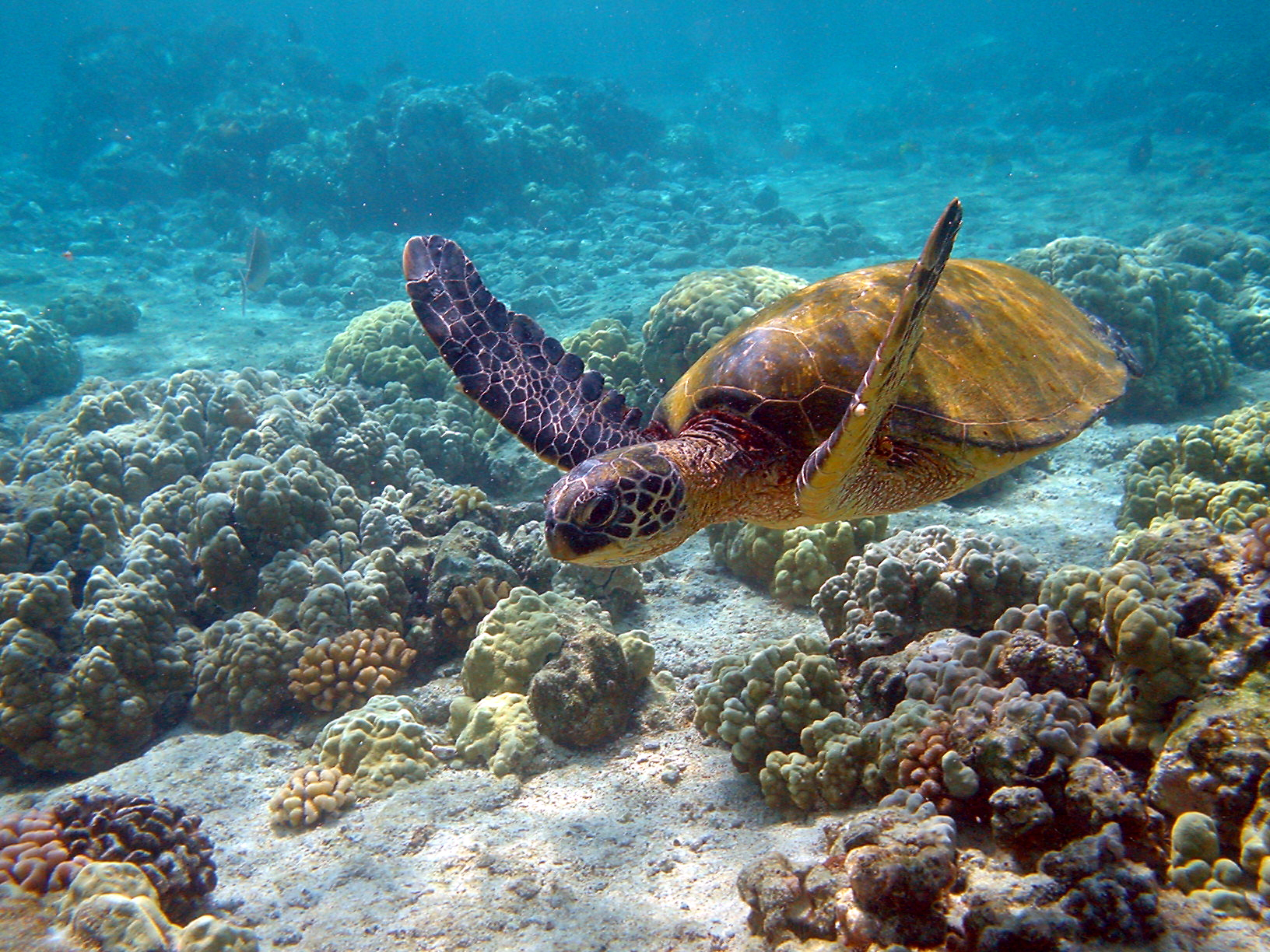
De soepschildpad in de natuurlijke habitat, hier een exemplaar uit Hawaï.

- Het verbieden van de toegang tot bekende neststranden.
- Het verbieden van specifieke activiteiten op de stranden zoals crossen en nachtzwemmen.
- Het voorlichten van de bevolking en toeristen bijvoorbeeld door het plaatsen van borden.
- Het tegengaan van erosie door bijvoorbeeld zand te spuiten.
- Het herstellen van stranden in de oorspronkelijke staat door bijvoorbeeld bepaalde planten te weren.
- Het opruimen van obstakels zoals visnetten en omgevallen bomen.
- Het tegengaan van lichtvervuiling met name rond het uitkomen van de eieren.
- Het markeren of afschermen van bekende nesten op het strand.

Een probleem bij de bescherming van de soepschildpad is dat veel onbekend is wat betreft de levenswijze. De migratieroutes bijvoorbeeld zijn nauwelijks bekend evenals de leeftijd waarop de dieren geslachtsrijp worden. Ook over de eerste levensfase van de juvenielen is weinig bekend, hierdoor is het praktisch niet mogelijk om ze in het wild te beschermen omdat onbekend is waar ze leven.
Net als andere zeeschildpadden worden de eieren van de soepschildpad geraapt en in zogenaamde schildpaddenfarms uitgebroed. De juvenielen worden enige tijd in gevangenschap gehouden en als ze groot genoeg zijn worden ze uitgezet. Ze zijn voor veel predatoren al te groot om op te eten. Een voorbeeld van een dergelijke farm is Boatswain's Beach op de Kaaimaneilanden. Deze farm werd opgericht in 1968 voor commerciële doeleinden. Door de eieren te rapen en de juvenielen in gevangenschap op te kweken kon de soepschildpad internationaal verkocht worden terwijl de wildpopulaties er niet onder zouden leiden. Door de steeds strenger wordende exportverboden was het echter geen succes en in 1983 werd de farm overgenomen door de autoriteiten met als doel de lokale markt te voorzien van schildpadden en tevens exemplaren los te laten om de populaties te versterken. De farm, die dicht bij de kust was gevestigd, kreeg in 2001 te maken met de orkaan Michelle. Zo'n 75% van de schildpadden verdween hierbij in zee waarna de farm in 2003 verder landinwaarts verplaatst werd. Orkaan Ivan verwoestte ten slotte de oude farm volledig waarbij echter geen schildpadden verloren gingen daar deze voortijdig waren verhuisd. De nieuwe vestiging ondervond geen grote schade van de orkaan.
Naast commerciële en ecologische doeleinden heeft Boatswain's Beach tegenwoordig ook een educatieve rol. Bezoekers kunnen de ontwikkeling van juveniel tot halfwas schildpad zien en ook het uitzetten van de dieren is te bezichtigen.